# Port-Royal des Champs
Vous lisez un « article de qualité » labellisé en 2008.
Pour les articles homonymes, voir Port-Royal.
« Abbaye de Port-Royal » redirige ici. Ne pas confondre avec Port-Royal de Paris.
 (août 2024).
Le site de Port-Royal des Champs est un ensemble constitué des ruines de l’abbaye de Port-Royal, du musée national de Port-Royal des Champs anciennement musée des Granges, et d’un domaine forestier et paysager.
Il est situé au cœur de la vallée de Chevreuse, au sud-ouest de Paris, dans la commune de Magny-les-Hameaux (Yvelines), au bout de la plaine de Trappes, dans un vallon retiré nommé « Borroy » qui signifie broussailles en celtique, et qui évolua en « Porrois » (lieu où croissaient les poireaux) ; les scribes du Moyen Âge en firent dans leur latin Portus regius (port roi, d'où par la suite Port-Royal).
Cet endroit fut le théâtre d’une intense vie religieuse d'abord, intellectuelle et politique ensuite jusqu'à nos jours. D’abord simple abbaye cistercienne féminine au cœur du Bassin parisien, Port-Royal devient au XVIIe siècle l’un des hauts lieux de la réforme catholique puis l'un des symboles de la controverse janséniste.
Qualifié de « vallon affreux » par la marquise de Sévigné en raison de son isolement, Port-Royal apparaît comme une « thébaïde » pour les admirateurs des Solitaires, c’est-à-dire un endroit privilégié où le chrétien est à même d’œuvrer pour son salut sans être tenté par le monde matériel. Attirant ou repoussant, il fascine le monde intellectuel et religieux du XVIIe siècle.
Après les multiples entraves et suppression de revenus imposées par le roi Louis XIV, ce sont les décisions du Pape et de l'Archevêque de Paris, entérinées par le pouvoir civil, qui font chasser les religieuses de Port-Royal des Champs en 1709. En 1710, le Conseil d'État ordonne la destruction de l'abbaye. Il ne reste aujourd’hui presque rien de ce monastère fondé en 1204, autrefois témoin de l’histoire de l’abbaye de Port-Royal et du jansénisme.
L’abbaye et son domaine deviennent des lieux de mémoire et d’histoire, séduisant et inspirant visiteurs et intellectuels. Le site de Port-Royal des Champs est aujourd’hui classé parmi les monuments historiques. Il abrite un musée national.

## Abbaye cistercienne (1204-1709)

### Fondation

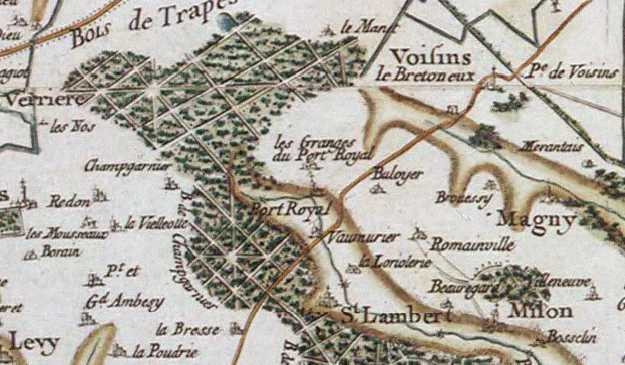
Le site de Port-Royal sur les cartes de Cassini.

L’abbaye de Port-Royal est fondée en 1204 par Mathilde de Garlande. Apparentée aux familles royales de France et d’Angleterre, celle-ci décide de créer cette abbaye avec des fonds que son mari Mathieu de Marly, partant pour la quatrième croisade, a mis à sa disposition pour des œuvres pieuses.
Son choix se porte sur un lieu peu éloigné de l’abbaye des Vaux-de-Cernay, abbaye masculine. Elle souhaite, pour sa part, fonder un monastère féminin cistercien. Le vallon s’appelle « Porrois » et abrite déjà une chapelle dédiée à Laurent de Rome.
Le site de Porrois est marécageux et boisé. Son nom pourrait venir des poireaux sauvages qui y poussaient, mais plus probablement désignait en ancien français un « trou plein de broussailles ». Par la suite, le nom s’est transformé en « Port-Royal » en raison de l’appui que lui ont apporté les rois de France, tels Philippe Auguste puis Louis IX, de même qu’Odon de Sully, évêque de Paris. L’abbaye est donc dès ses débuts liée au pouvoir royal.

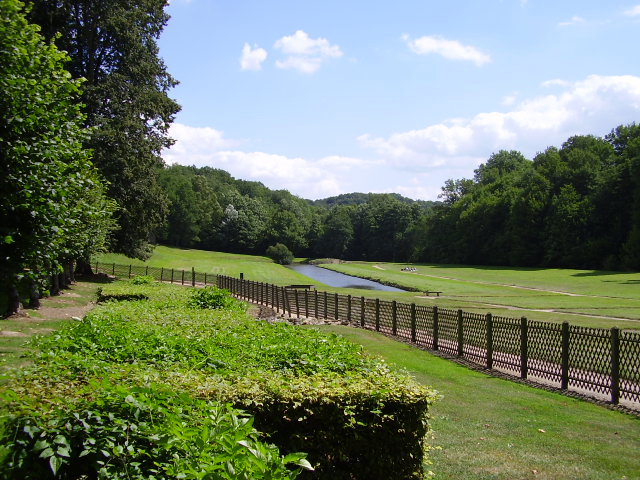
Le site de Port-Royal, au fond d’un vallon, est dans la tradition cistercienne.

L’abbaye est au départ considérée comme une simple extension féminine des Vaux de Cernay, comme un prieuré dépendant de ce monastère, c’est-à-dire dépourvue d’autonomie hiérarchique et financière. De même qu’aux Vaux de Cernay, les religieuses de Port-Royal adoptent la règle de saint Benoît en y adjoignant les principes fondateurs de l'ordre des cisterciens.
Les premiers directeurs spirituels viennent également de l’abbaye voisine. Mais en 1214, à la suite de trois prieures, une première abbesse est élue. Elle s’appelle Éremberge. Port-Royal gagne ainsi son autonomie et un véritable statut d’abbaye. Cependant, son importance est numériquement faible : autour d’Éremberge, la communauté ne compte qu’une douzaine de membres. En 1223, le pape Honorius III lui accorde le privilège de célébrer la messe même en cas d’interdiction dans tout le pays.
Même si les premières religieuses viennent de monastères bénédictins, Port-Royal prend très vite une orientation cistercienne. Le site est typiquement cistercien : Port-Royal se trouve au fond d’un vallon fermé, parcouru par une rivière, le Rhodon. Le vallon est barré en son fond par une grande digue maçonnée et des levées de terre, afin de permettre la mise en eau de chapelets d'étangs, et favoriser ainsi l’utilisation de la force hydraulique. Cet emplacement répond au désir de Bernard de Clairvaux d’inciter à l’humilité et à la vie intérieure par un retrait du monde. Les fréquentes visites des représentants de l’ordre cistercien laissent penser que Port-Royal s’est inscrit très tôt dans l’orbite cistercienne.
En 1625, une « annexe », Port-Royal de Paris, fut créée temporairement pour sauver les religieuses de Port-Royal des Champs décimées à la suite d'une sévère épidémie de paludisme liée au caractère marécageux du site.

### Architecture
L’architecture de l'abbaye est caractéristique de l’ordre cistercien. Dès la fondation de l’abbaye en 1204 et la construction des premiers bâtiments, comme la partie conventuelle achevée en 1208, l’appartenance de Port-Royal à la lignée de Cîteaux, évidente dès ses débuts même si elle n’est officielle qu’en 1240, décide de l’organisation générale du lieu. La seule élévation est celle du clocher de l’église, qui est terminée en 1229. Le cloître est adossé au côté sud de l’église, comme dans la plupart des abbayes cisterciennes. Le chapitre et le réfectoire, lui-même surmonté du dortoir, forment le côté est du cloître, dans le prolongement du transept.
L’église est construite sous la direction de Robert de Luzarches, architecte de la cathédrale d’Amiens, engagé et rémunéré par les Montmorency. Son plan suit également la tradition architecturale cistercienne : l’église a une forme de croix latine à base carrée, dont le tracé ne comporte que des lignes droites se coupant en angle droit. L’édifice comprend une nef de six travées flanquée de bas-côtés, et sa longueur totale est de 55 mètres. Le transept saillant est large de 28 mètres. Le sanctuaire est assez court (seulement deux travées) et se termine en chevet plat. Ceci s’explique par la tradition cistercienne, où le chœur des moines ou des moniales n’est pas placé après la croisée du transept mais dans la nef centrale. À Port-Royal, le chœur occupe les troisième, quatrième et cinquième travées, et se termine par une grille.
Les gravures montrent que l’église est élevée à trois niveaux dans un style gothique archaïque, avec de grandes arcades en arc brisé. Cependant, malgré l’emploi de voûtes sur croisées d’ogives, renforcées à l’extérieur par des arcs-boutants, l’église ne comporte que des fenêtres hautes, de petite taille et en plein cintre, sans doute par volonté (là encore typiquement cistercienne) d’humilité. Les arcs de la voûte reposent sur d’épaisses colonnes simplement ornées de feuillages sculptés.
À l’ouest de l’église, un pigeonnier, toujours visible aujourd’hui, est édifié au XIIIe siècle.
Les aménagements ultérieurs, assez peu nombreux, ont lieu essentiellement au XVIe siècle sous l’impulsion de l’abbesse Jeanne II de La Fin (1513-1558) qui fait réparer l’église et reconstruire partiellement le cloître, le dortoir et l’infirmerie. Le chapitre est alors déplacé dans le bras droit du transept dont la grande arcade est murée. C’est également à cette époque que sont installées dans le chœur des stalles et des boiseries sculptées, considérées comme « fort belles » deux siècles plus tard lorsqu’elles sont vendues aux Bernardins de Paris avant la démolition de l’église. Ces boiseries ont disparu à la Révolution.
Une deuxième transformation se situe au milieu du XVIIe siècle, à partir du retour des religieuses aux Champs en 1648. Elle apparaît particulièrement malencontreuse si on se rappelle que les Cisterciens étaient connus dès le XIIe siècle pour la maitrise de l'eau dans leurs abbayes et domaines. Malgré les travaux de drainage des Solitaires, l’église est régulièrement inondée par les eaux qui dévalent du plateau des Granges. L’abbesse Angélique Arnauld décide donc de faire surélever de sept pieds (environ 2,30 m) le sol de l’église. Ces travaux enlaidissent l’ensemble, puisque les chapiteaux arrivent alors à hauteur de tête, ce qui prive l’église de son harmonie. Mais cela ne dérange pas l’abbesse, pour qui seule la prière compte, et qui dit : « J’aime par l’esprit de Jésus-Christ tout ce qui est laid », préférant que l’argent aille aux pauvres plutôt qu’à l’ornement de l’église. Dans ses lettres, elle fustige d’ailleurs les carmélites qui embellissent leurs couvents.

### Abbaye riche
Port-Royal devient l’une des plus puissantes abbayes du Bassin parisien. Elle tire ses ressources de la possession de terres agricoles et forestières aux alentours et sur des terroirs plus éloignés. L'Abbesse a rang de seigneur sur la plupart de leurs terres, on les appelle les « dames de Port-Royal ». Elle a l’intégralité des droits seigneuriaux et reçoit « foi, hommage, aveux et dénombrement ».
On évalue le patrimoine principalement par le partage qui a lieu en 1669 entre l’abbaye des Champs et celle de Paris, lorsque celle-ci reçoit son autonomie (voir infra). La singularité de Port-Royal vient du fait que les religieuses ont converti en rentes une grande partie de leurs biens. Elles ont progressivement transformé ces rentes en prêts, ce qui fait que le monastère fonctionne comme une banque.
En plus de la propriété originelle du vallon de Port-Royal, les religieuses reçoivent par don, au cours du XIIIe siècle, celles de Magny, Champgarnier, Germainville, Launay et Vaumurier, situées sur la paroisse de Saint-Lambert des Bois, donc juste autour de l’abbaye.
En 1230, les religieuses reçoivent des terres à Villiers-le-Bâcle, puis en 1479 à Buc et Châteaufort, et enfin à Buloyer en 1504, ce qui permet d’augmenter les revenus fonciers. L’abbaye se met alors à acheter des fermes plus éloignées. Elle en reçoit aussi comme dons pieux. C’est ainsi qu’en 1248 un seigneur, Jean de Montfort, fait don de sa forêt et de 240 arpents de terre au Perray en Yvelines, à douze kilomètres à l’ouest de Port-Royal. Au sud et à l’ouest du monastère, les seigneuries de Gourville et de Voise s’ajoutent également au patrimoine pendant le Moyen Âge.
Au XVe siècle, l’abbaye entre en possession d’une importante seigneurie, celle de Mondeville, à 35 kilomètres de distance, entre Melun et La Ferté-Alais. Elle y détient les droits de moyenne et basse justice, ainsi que le droit de notariat.
Au XVIe siècle, Port-Royal contrôle les terres et des forêts dans un rayon de huit kilomètres. Les deux fermes qui constituent sa principale source de richesse sont celles des Granges et de Champgarnier. Au cours du XVIe siècle, le monastère acquiert autour de Nanterre de vastes propriétés qui lui fournissent des rentes considérables.
En 1659, l’abbaye achète la terre et la seigneurie de Montigny, puis d’autres domaines à Voisins-le-Bretonneux et Trappes. Au terme de ces acquisitions, le territoire de l’abbaye touche au parc de Versailles, ce qui peut représenter un motif de dissension avec le roi, notamment sur la question du contrôle des sources. À partir de la fondation du monastère de Port-Royal de Paris, les religieuses achètent également des maisons dans la capitale, situées dans le faubourg Saint-Jacques.
Port-Royal est donc extrêmement riche. Lors de la séparation des deux monastères en 1669, environ un tiers des terres sont dévolues au couvent parisien, le reste demeurant en possession de celui des Champs.
La richesse matérielle de l’abbaye, fondée sur le foncier, est extrêmement dépendante des aléas politiques. Malgré un patrimoine important dès ses débuts, les périodes de troubles causent des pertes de richesse importantes qui entraînent un déclin du monastère à la fin du Moyen Âge.

### Difficultés de l’abbaye à la fin du Moyen Âge et à la Renaissance
Connaissant un rapide développement à ses débuts, l’abbaye entre ensuite dans une période de relatif déclin. La guerre de Cent Ans est particulièrement destructrice pour Port-Royal, les épidémies se succèdent, l’insalubrité, la baisse des vocations et des difficultés économiques laissent croire un temps à la fermeture du monastère. En 1468, l’abbesse Jeanne de La Fin parvient cependant à récupérer les biens et les terres perdues dans le chaos de la guerre. En 1513, elle démissionne en faveur d’une de ses nièces, Jeanne II de La Fin, qui poursuit les travaux de restauration : l’église est embellie, le cloître et les autres bâtiments sont rénovés.
Au XVIe siècle, commence à se poser un problème de régularité parmi les religieuses. Le premier à s’en préoccuper est Dom Jean de Pontallier, Abbé de Cîteaux. En décembre 1504, il effectue la visite régulière à Port-Royal et organise une restauration matérielle. Choqué par ce qu’il y voit, l’Abbé constate le peu de piété des moniales, qui expédient le plus vite possible les prières et font preuve d’un mauvais état d’esprit. La décadence spirituelle des moniales de Port-Royal ne semble pas s’arranger avec le temps, car à la fin du XVIe siècle, un de ses successeurs à Cîteaux, Dom Nicolas Boucherat, remarque au cours d’une visite régulière que les religieuses y sont « coutumières de prendre noise, de dire injures atroces, sans avoir égard au lieu et à la compagnie où elles sont ». Il leur recommande de respecter la règle du silence et de recommencer à pratiquer les aumônes à la porte du monastère.
Malgré le concordat de Bologne, qui permet au roi de nommer les évêques, abbés et abbesses de France, Port-Royal continue d'abord à élire ses propres abbesses. L’abbesse Catherine de La Vallée, qui gouverne Port-Royal de 1558 à 1574, est tellement peu encline à réformer son monastère qu’elle est menacée d’excommunication après ses refus répétés d’obéir aux décisions du chapitre général de Cîteaux. Elle finit par s’enfuir, prenant prétexte des guerres de Religion.
Ensuite, l'abbaye tombe en commende, comme la plupart des monastères de l'époque. C’est ainsi qu’en 1599, une petite fille de huit ans à peine, Jacqueline Arnauld, est nommée coadjutrice de l’abbesse Jeanne de Boulehart. Elle prononce ses vœux en 1600, arrive à l'abbaye en 1601 et le chapitre l’élit abbesse en 1602. À cette époque, Port-Royal est un exemple symbolique des abus que l’Église réformée par le concile de Trente cherche à éradiquer : les sœurs vivent dans le relâchement et parfois dans la licence avec leurs domestiques. Philippe Sellier dit de cette élection : « Un abus de plus dans une petite communauté dont plusieurs historiens ont écrit le relâchement ».
En prononçant ses vœux, Jacqueline Arnauld prend le nom d’Angélique de Sainte-Madeleine. Elle poursuit son éducation à l’abbaye de Maubuisson, qu’elle ne quitte que le jour de son élection comme abbesse, sous la conduite de son père, Antoine Arnauld. La communauté ne compte plus alors qu’une douzaine de moniales.
Dans son autobiographie de 1655, Jacqueline Arnauld indique que le monastère est en « très mauvais état ». Ses parents s’inquiètent pour elle. Ils demandent donc à l'Abbé de Cîteaux l’autorisation de placer auprès d’elle une religieuse d’une autre maison, Madame de Jumeauville. Celle-ci a pour tâche de terminer l’éducation de l’enfant et de superviser le gouvernement du monastère. La jeune Mère Angélique s’interroge sur sa vocation, lorsqu’en 1608, un capucin vient prêcher pour l’Annonciation. « Dieu me toucha tellement que, de ce moment, je me trouvais plus heureuse d’être religieuse que je m’étais estimée malheureuse de l’être », dira-t-elle. Cette conversion de l'abbesse marque le début de la renaissance du monastère.

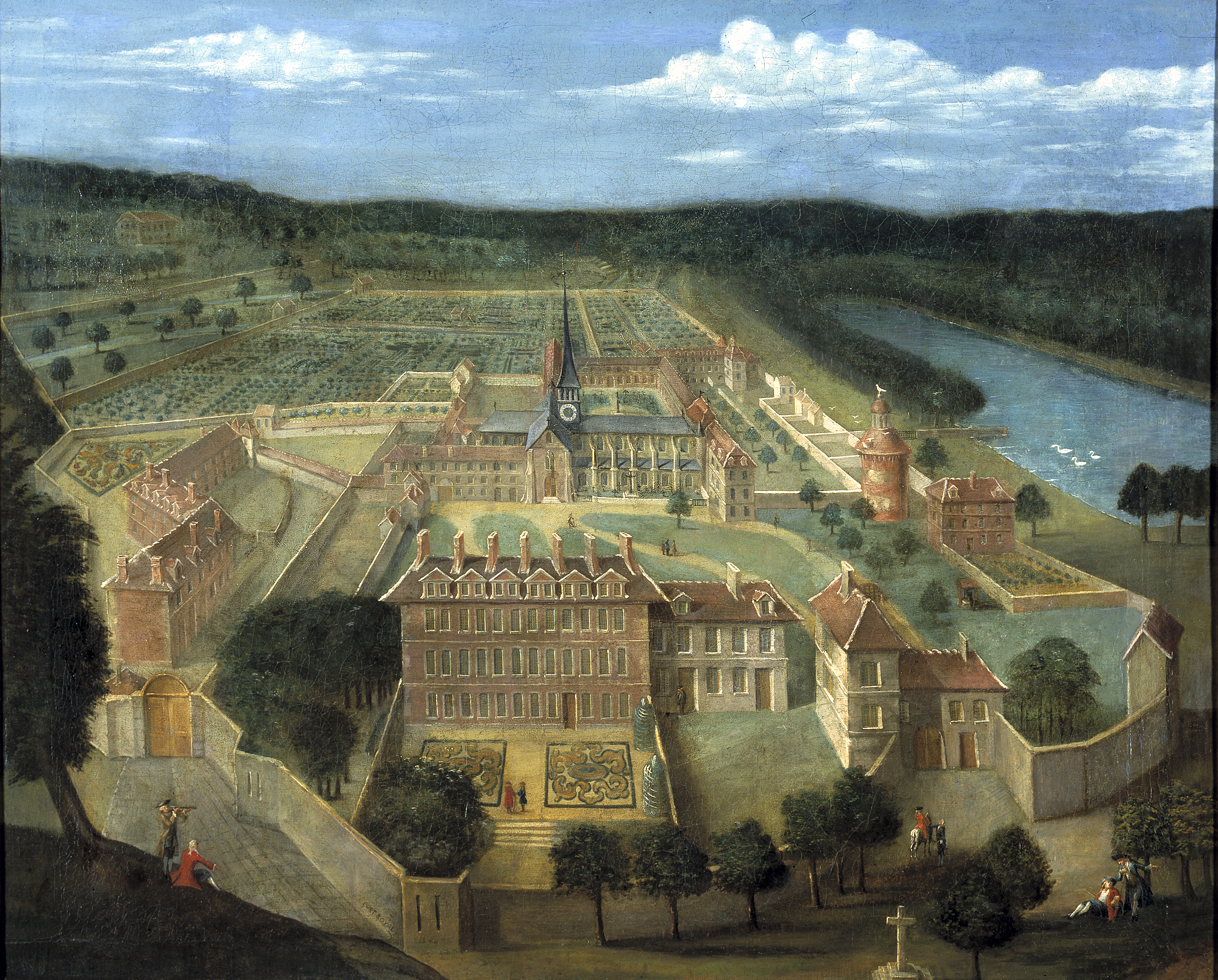
Vue générale de l'abbaye en 1674.

## Réforme d’Angélique Arnauld et les Solitaires

### Réforme dans la lignée duconcile de Trente

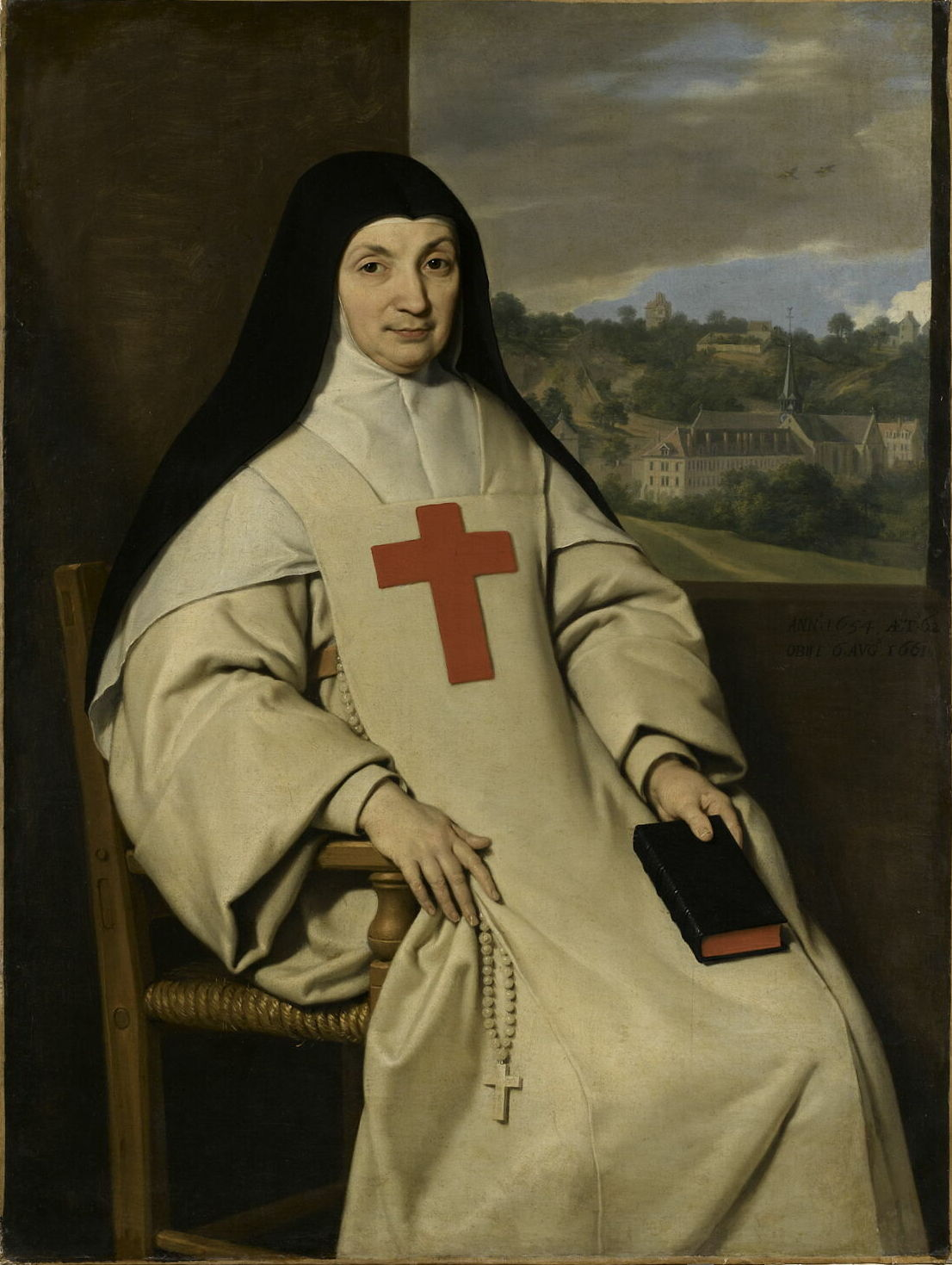
Philippe de Champaigne, La Mère Angélique Arnauld, musée d'Évreux.

Après sa « révélation » de 1608, mère Angélique Arnauld entreprend doucement une réforme de son monastère. À la fin de l’année, elle fait nommer un nouveau directeur spirituel, le cistercien Claude de Kersaillou, qui engage la communauté à respecter les us et coutumes cisterciennes.
L’année 1609 marque un tournant dans l’histoire de l’abbaye de Port-Royal. En effet, Angélique Arnauld rétablit la communauté des biens entre religieuses. La clôture monastique est également remise en vigueur. Le 25 septembre a lieu un événement important, connu sous le nom de « journée du Guichet » : donnant l’exemple, la jeune abbesse, âgée de dix-huit ans, interdit à sa famille de franchir la clôture du monastère, au nom du respect de la Règle. Port-Royal renoue avec une vraie vie monastique qui suppose la séparation avec le monde, sans plus de dérogation pour l’abbesse que pour les religieuses.
En 1613, Port-Royal se dote d’un nouveau directeur, le père jésuite Jean Suffren, qui devient le directeur spirituel de l’abbesse pendant douze ans. Le monastère revit, accueillant de nouvelles vocations. Plusieurs sœurs de l’abbesse rejoignent ainsi Angélique Arnauld à Port-Royal.
La mère Angélique quitte le monastère de 1618 à 1623, se donnant pour mission de réformer également l’abbaye voisine de Maubuisson. Elle confie Port-Royal à la prieure Catherine Dupont, et à sa sœur Jeanne (en religion mère Agnès de Saint-Paul) qui devient en 1620 sa coadjutrice. C’est à cette époque qu’Angélique Arnauld entre en relation avec Jean Duvergier de Hauranne, abbé de Saint-Cyran. C’est son frère, Robert Arnauld d'Andilly, qui les met en relation épistolaire en 1621. Ils se rencontrent à Paris en 1623.
À cette date, Angélique Arnauld vient de réintégrer Port-Royal, amenant avec elle une trentaine de novices et de professes de Maubuisson. Le monastère compte alors environ quatre-vingts moniales. Saint-Cyran y introduit une spiritualité rigoureuse mais qui reste dans la ligne de la Réforme catholique, telle que peuvent la vivre à la même époque François de Sales ou Jeanne de Chantal, avec lesquels l’abbesse est également en contact étroit.
Les religieuses font également un effort de réforme dans l’exercice de la prière et des célébrations. Alors que le chant grégorien est concurrencé par la polyphonie dans la liturgie tridentine, elles sont parmi les seules, non seulement à le conserver, mais à faire en sorte qu’il soit bien maîtrisé par l’ensemble des religieuses. Une certaine rigueur dans la prononciation des prières est également demandée, y compris chez les jeunes filles qui sont élevées à l’abbaye. Jacqueline Pascal, sœur de Blaise Pascal et religieuse à Port-Royal, rédige à cet effet un Règlement pour les enfants qui détaille la méthode d’apprentissage de la liturgie.
Cette méthode se fonde sur une maîtrise de l’écriture et de la mémoire et une répétition des chants et prières, les plus grandes faisant répéter les plus petites. Le règlement dispose que ces apprentissages se font de manière régulière. Ainsi, les jours de fête, le temps entre les offices est employé « à apprendre par cœur ce qu’elles doivent savoir, qui est toute la théologie familière, l'exercice de la sainte messe, le traité de la confirmation ; après cela elles apprennent toutes les hymnes en français qui sont dans leurs Livre d'heures, et puis toutes les latines du bréviaire, et quand elles sont venues jeunes dans le monastère, il y en a beaucoup qui apprennent le psautier en entier. Elles n’y ont pas grande difficulté pourvu qu’elles y soient exhortées et poussées ».
L’enseignement n’est pas réservé aux jeunes pensionnaires de l’abbaye. La charité des religieuses (remise en vigueur par la mère Angélique) s’exerce aussi auprès des enfants du voisinage. Le portier du monastère, sans doute un Solitaire, enseigne la lecture et l’écriture, comme le rapporte un prêtre venu visiter Port-Royal : « Il y a un portier de condition, qui n’a que l’usage d’une main et d’une jambe, lequel fait pourtant trois ou quatre métiers. Il sert à la porte ; il fait des balais tous les jours ; il enseigne le plain-chant, à lire et à écrire aux petits enfants qui viennent de la campagne. Au reste, c’est un homme d’une vertu solide, intelligent, édifiant et très charitable aux pauvres qui sont là à toute heure ».

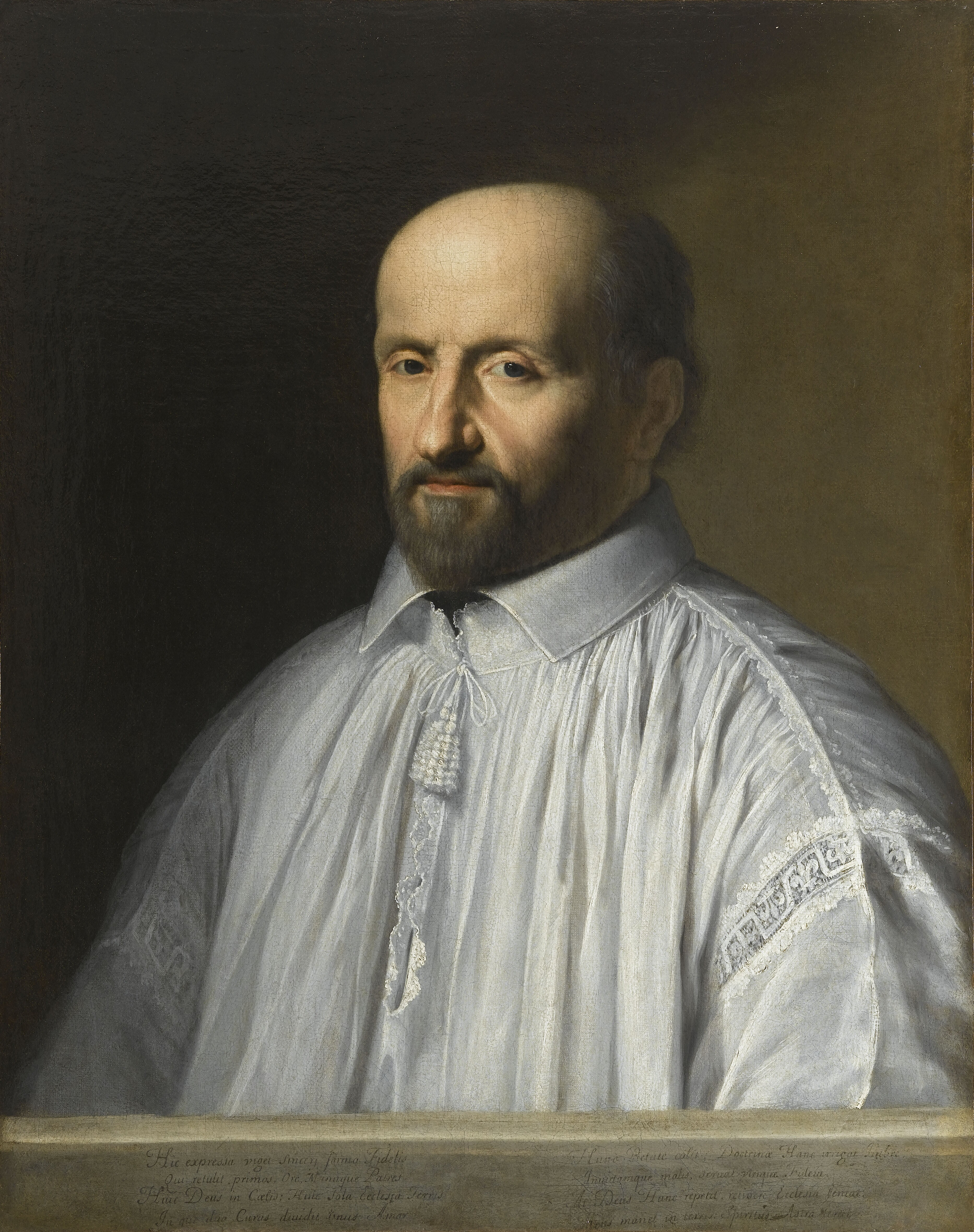
L’abbé de Saint-Cyran, conseiller spirituel de Port-Royal.

Cette réforme et l’essor qui en résulte sont brusquement arrêtés par une forte mortalité qui ravage l’abbaye pendant la décennie 1620. Le paludisme, dû au caractère marécageux du site, décime les religieuses. Sur le conseil insistant de sa mère, Angélique Arnauld se décide en 1624 à acheter un hôtel dans le faubourg Saint-Jacques, à Paris. L’Abbé de Cîteaux et l’Evêque de Paris donnent leur accord pour le transfert de la communauté. Angélique quitte donc Port-Royal le 28 mai 1625 avec quinze moniales, pour s’installer à Paris. Les autres religieuses les rejoignent progressivement.
C’est de cette époque que datent les appellations de Port-Royal des Champs et Port-Royal de Paris. En effet, si les religieuses s’installent dans le faubourg Saint-Jacques où se développent alors les couvents féminins, elles gardent l’abbaye des Champs, qui fournit de substantiels revenus à la communauté. Le site de Port-Royal n’est plus alors habité que par un chapelain qui assure les offices pour les personnes s’occupant de l’entretien du monastère et de la ferme des Granges, située sur le plateau qui surplombe l’abbaye.
En contradiction avec la Règle de Saint Benoît, la mère Angélique modifie à cette époque le mode d'élection de l’abbesse. Celle-ci est dorénavant élue tous les trois ans. Elle-même démissionne de sa charge en 1630. La mère Marie-Agnès Le Tardif lui succède alors, elle-même remplacée en 1636 par la jeune sœur d’Angélique, la mère Agnès Arnauld. La mère Marie-Agnès redevient simple religieuse et meurt, aveugle, en 1646.

### Lieu attractif
Les religieuses n’étant plus présentes sur le site de Port-Royal des Champs, celui-ci devient un lieu d’attraction pour des hommes souhaitant se retirer temporairement du monde.

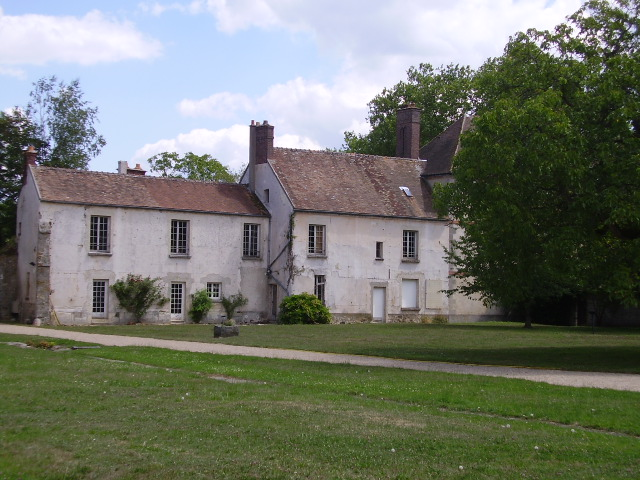
La maison des Solitaires aux Granges de Port-Royal.

Le premier à s’y installer est un neveu de Jacqueline Arnauld, Antoine Le Maistre, qui séjourne à Port-Royal de mai à juillet 1638, avec ses frères, d’autres Solitaires et des enfants. Mais ils sont dispersés par ordre de la Cour, qui ne voit pas d'un bon œil cette nouvelle expérience. Antoine Le Maistre et son frère Simon Le Maistre de Méricourt reviennent cependant à Port-Royal à l’été 1639. C’est le début de la période des Solitaires à Port-Royal des Champs. Pendant une dizaine d’années, des hommes jeunes ou moins jeunes viennent se retirer à Port-Royal, attirés par le goût de la solitude et de la pénitence. L’abbé de Saint-Cyran leur rend visite pendant le court temps séparant sa libération de la Bastille (mai 1643) et sa mort, en octobre de la même année.
À Port-Royal de Paris, la communauté prend de l’ampleur. La mère Agnès Arnauld laisse sa place d’abbesse à sa sœur, la mère Angélique, en 1642. Réélue sans interruption jusqu’en 1651, celle-ci a le projet de faire revenir la communauté aux Champs, qui ont été pensait-on assainis par les travaux des Solitaires. Jean-François de Gondi, archevêque de Paris, autorise en 1647 la mère Agnès à envoyer quelques religieuses aux Champs. L’année suivante, la mère Angélique elle-même revient à Port-Royal des Champs avec neuf religieuses.

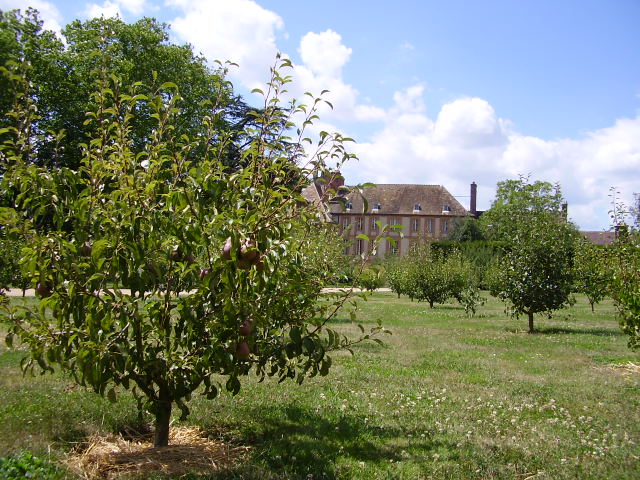
Le bâtiment construit aux Granges pour les Petites Écoles, précédé du verger planté par Robert Arnauld d’Andilly.

Les Solitaires quittent alors le site de l’abbaye pour s’installer aux Granges, comme le décrit Angélique dans une lettre écrite le 14 mai 1648 à la reine de Pologne : « Les ermites, qui occupaient nos bâtiments, nous reçurent en très grande joie, et chantèrent le Te Deum, nous quittant la place de très bon cœur. Quelques-uns se sont retirés bien affligés : on ne les abandonnera pourtant pas. Ils ont loué une maison à Paris, en attendant que Dieu nous donne la paix. Mes neveux et quelques autres se sont retirés à une ferme qui est au-delà de la montagne ». La mère abbesse partage son temps entre les deux monastères qui n’ont qu’une seule autorité. Elle regrette cependant dans ses écrits de ne pas habiter en permanence Port-Royal des Champs, qu’elle appelle sa « chère solitude ».
La vie s’organise entre l’abbaye réinvestie par les religieuses et les Granges qui accueillent les Solitaires. Le 21 décembre 1649, Louis-Isaac Lemaistre de Sacy est ordonné prêtre à Port-Royal des Champs. Dans le monastère de Port-Royal de Paris, c’est son oncle Henri Arnauld, prêtre depuis 1624, qui est sacré évêque pour le diocèse d'Angers, le 29 juin 1649. La famille Arnauld est alors toute puissante dans un monastère qui fait figure de phare spirituel. Le Maistre de Sacy devient le confesseur des religieuses et des élèves des Petites Écoles, installées aux Granges où à partir de 1652 est construit le grand bâtiment de style Louis XIII qui accueille actuellement le musée. On compte parmi les Solitaires installés en haut de la colline, Louis-Isaac Lemaistre de Sacy, Antoine Arnauld, Claude Lancelot, Jean Hamon, Pierre Nicole et d’autres moins célèbres. C’est dans ce cadre que Blaise Pascal vient faire deux courtes retraites aux Granges, en 1656.

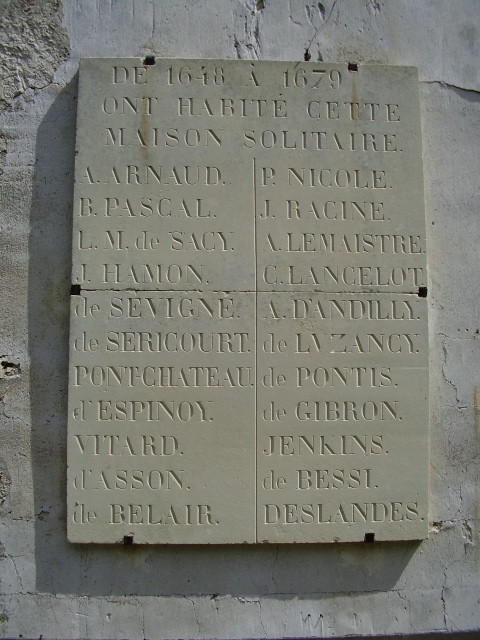
Plaque commémorant la présence des Solitaires aux Granges.

La période est alors celle de l’âge d’or de Port-Royal, malgré la Fronde qui commence. Celle-ci touche durement l’abbaye. Les pauvres affluent, cherchant un refuge. Le monastère est défendu par les Solitaires. Du 24 avril 1652 au 15 janvier 1653, la tension est telle que les religieuses doivent se réfugier à Paris avec la mère Angélique, en raison de la « guerre des Princes ». Les Solitaires, au nombre d’une vingtaine, sont eux restés garder l’abbaye et les Granges. C’est à cette période que le duc de Luynes fait construire sur le territoire de l’abbaye un château, le château de Vaumurier.

## Controverse janséniste
Port-Royal entre dans l’Histoire avec la controverse janséniste. Même si, lorsque celle-ci touche véritablement le monastère en 1656, les idées de Jansenius sont exposées depuis près de vingt ans, même si Saint-Cyran est déjà mort, même si la spiritualité du monastère est déjà fortement teintée par un augustinisme rigoureux, les religieuses et les Solitaires ont été épargnés bien longtemps. Les tracasseries du pouvoir royal, qui refusait périodiquement la vie communautaire des Solitaires, étaient davantage dues à des raisons politiques : les Solitaires ont attiré à eux un certain nombre d’anciens frondeurs, dont leurs chefs de file, la duchesse de Longueville et le prince de Conti.
En 1655 et 1656, la Sorbonne est agitée par de violents combats théologiques opposant Antoine Arnauld, accompagné de plusieurs docteurs en théologie, à ceux qu’ils nomment les « molinistes », c’est-à-dire les partisans du libre arbitre.
Le 14 janvier 1656, Antoine Arnauld est condamné et exclu de la Sorbonne. Fait sans précédent, il est rayé de la liste des docteurs. À Port-Royal, les Solitaires, les maîtres des Petites écoles et les enfants doivent quitter les Granges. Peu avant, Blaise Pascal qui était venu se retirer quelques jours, a commencé l’écriture des Provinciales, pamphlets réguliers et cinglants envers les jésuites. Le succès des Provinciales donne une popularité certaine au monastère à Paris. Cette campagne polémique est doublée par un miracle, qui semble fort à propos donner une onction divine aux positions théologiques de Port-Royal : le 24 mars 1656, la nièce de Pascal, Marguerite Périer, est guérie d’une fistule lacrymale après avoir touché une relique de la Sainte-Épine. Ce miracle est rapidement reconnu par l’Église, ce qui oblige l’entourage royal à cesser ses pressions sur le monastère. Robert Arnauld d'Andilly et plusieurs Solitaires reçoivent de nouveau l’autorisation de résider à Port-Royal des Champs.

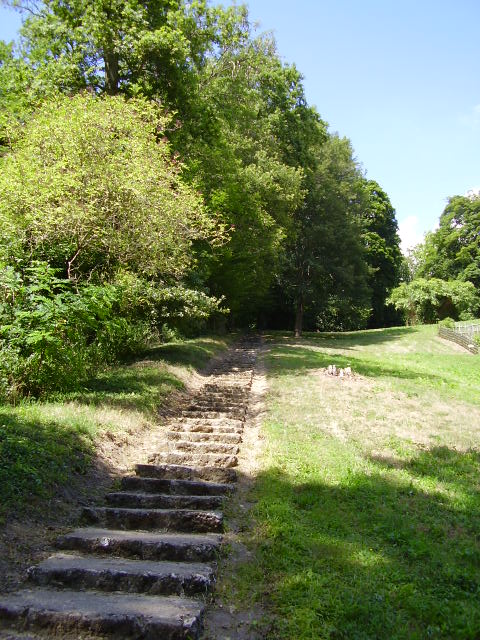
Les Cent-Marches, qui relient les Granges au site de l’abbaye.

À la fin de l’année 1658, la mère Agnès Arnauld est à nouveau élue abbesse, et ce jusqu’en décembre 1661. L’abbaye compte alors cent trente religieuses, dont cent treize professes. C’est donc un monastère important et en pleine expansion. Mais le 13 avril 1661, les difficultés reprennent. Le Conseil d’État, par un arrêt, rend obligatoire pour les religieuses comme pour tous les ecclésiastiques de France la signature du Formulaire d'Alexandre VII qui condamne cinq propositions tirées de l’Augustinus de Jansenius. C’est une grande source de problèmes en perspective pour le monastère, où l’on considère que les propositions sont bien « hérétiques » en droit, mais qu’en fait elles ne se trouvent pas exposées telles quelles dans l’ouvrage du théologien. Cet argument est à la source de ce que l’on appelle dans l'histoire du jansénisme la distinction du droit et du fait. Les religieuses (appuyées par Blaise Pascal et Antoine Arnauld) vont essayer par ce biais d’esquiver la signature du Formulaire. Les religieuses de Paris, puis celles des Champs, signent finalement le formulaire en y adjoignant la précision du droit et du fait, ce qui aboutit ensuite à l’annulation de ce texte par le Conseil du Roi. À partir du moment où on leur interdit la distinction du droit et du fait, une partie importante des religieuses du monastère refuse catégoriquement de signer le Formulaire.
Mais le même jour Louis XIV, qui depuis sa majorité exerce personnellement le pouvoir, interdit à la communauté de Port-Royal de recevoir désormais des novices et des pensionnaires. Celles qui sont présentes sont dispersées. C’est signer l’arrêt de mort de l’abbaye, puisque la communauté ne peut se perpétuer sans recrutement. Les directeurs spirituels (Antoine Singlin, qui doit se cacher, Louis-Isaac Lemaistre de Sacy et d’autres prêtres proches des religieuses) doivent quitter l’abbaye.
C’est également à cette époque que la mère Angélique, fatiguée et malade, quitte l’abbaye des Champs pour rentrer au monastère parisien. Impuissante dans cette crise, elle meurt le 6 août 1661. Son corps est enterré sous les dalles du chœur du monastère parisien et son cœur ramené aux Champs. Jacqueline Pascal, sœur de Blaise Pascal et sous-prieure aux Champs, meurt peu après, le 4 octobre. Le 12 décembre, la mère Agnès cède sa place d’abbesse à la mère Madeleine de Sainte-Agnès de Ligny, qui occupe cette fonction jusqu’en 1669. C’est un mandat marqué par d’importantes crises, puisque la mère Madeleine de Sainte-Agnès connaît en huit ans l’affrontement avec l’archevêque de Paris, l’emprisonnement et l’enfermement aux Champs.
Dans les deux années qui suivent, les religieuses cherchent à échapper à une nouvelle signature du Formulaire. Mais la crise se réveille en 1664. En effet, le 8 juin de cette année, le nouvel archevêque de Paris, Hardouin de Péréfixe de Beaumont, fait publier un nouveau mandement : il demande la foi divine pour le droit et la simple foi humaine pour le fait. C’est-à-dire qu’il demande aux religieuses de croire comme un article de Foi que les propositions condamnées sont hérétiques, mais qu’il ne leur est demandé qu’une simple approbation humaine au sujet de la présence (ou non) de ces propositions dans l'Augustinus de Jansenius.
Cependant, malgré une visite de l’archevêque à l’abbaye, les religieuses refusent toujours de signer. Péréfixe se rend alors, le 26 août 1664, dans le couvent de Port-Royal de Paris. Il décide d’exiler seize religieuses dans différents couvents de la capitale. Elles sont emmenées de force. À la mi-novembre de la même année, il se rend aux Champs, où les religieuses non signataires sont privées de sacrements et de leurs confesseurs habituels. On leur interdit également tout contact avec l’extérieur. Puis, en 1707, Louis XIV confisqua leurs revenus. À ce régime, l'abbaye ne pouvait plus vivre ni recruter. Sa fermeture ne fut plus qu'une formalité. Pour autant, le sanctuaire détruit s'imposa plus tard comme un lieu de mémoire, entachant celle du Roi-Soleil.

## Coupure avec Port-Royal de Paris

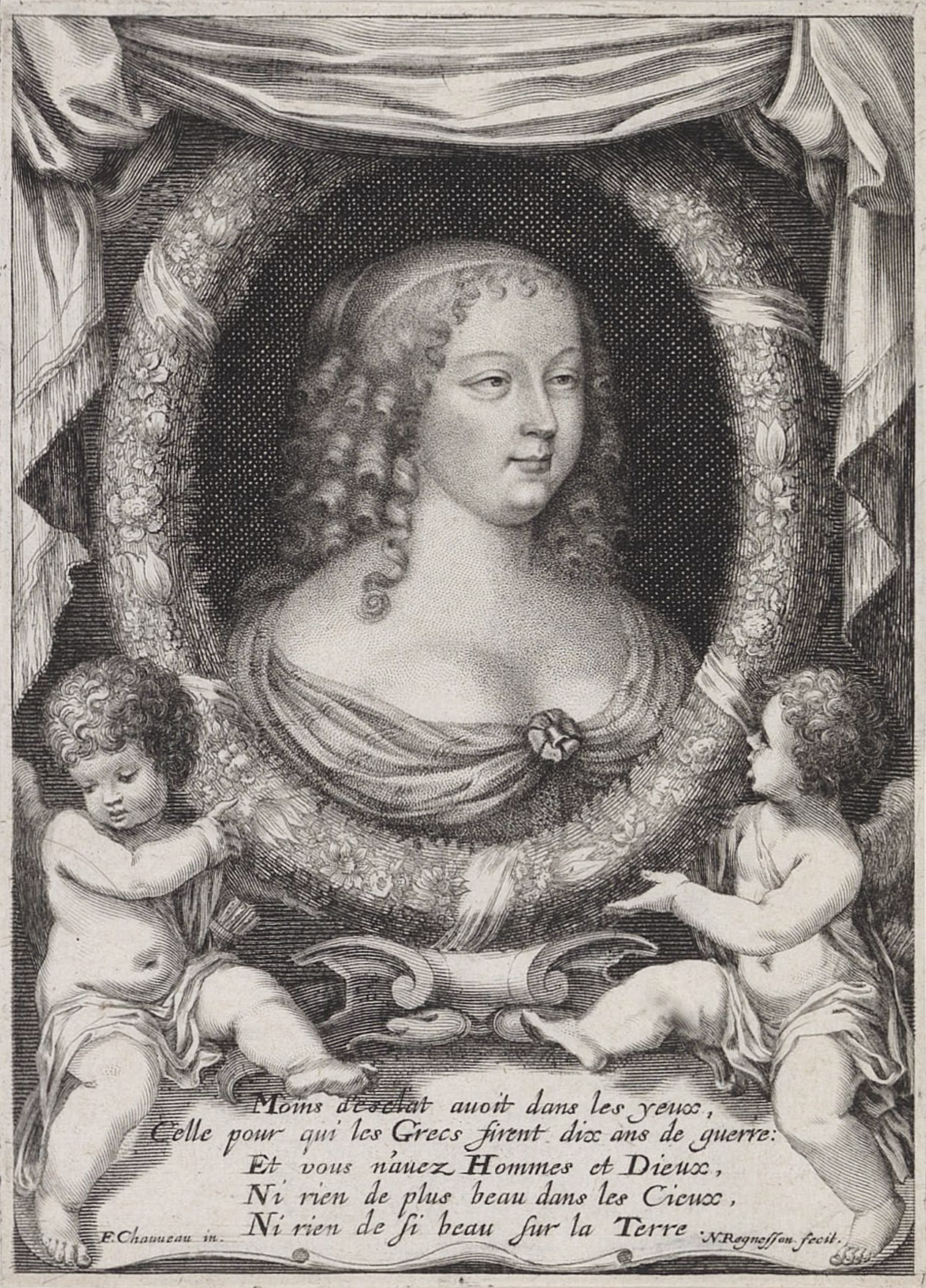
La duchesse de Longueville, protectrice du monastère.

Alors qu’aux Champs on résiste à l’archevêque Beaumont de Péréfixe, les religieuses de Paris, et notamment la prieure, signent le Formulaire dans le courant de l’année 1665. Les religieuses parisiennes récalcitrantes, accompagnées des seize religieuses exilées, sont envoyées à Port-Royal des Champs. Le monastère compte alors quatre-vingt-seize religieuses, surveillées en permanence par quatre gardes, qui leur imposent brimades et interdictions. L’abbesse de Port-Royal des Champs n’est plus reconnue en tant que telle : l’archevêque ne reconnaît comme légitime abbesse que celle de Paris. La mère Madeleine de Ligny n’assure donc plus que la fonction de supérieure de la communauté. Les religieuses sont coupées du monde jusqu’à la paix de l'Église qui survient à l’été 1668.
Le 13 février 1669, l’évêque de Meaux, qui est aussi le frère de l’abbesse, se rend à Port-Royal, accompagné secrètement par Antoine Arnauld et Louis-Isaac Lemaistre de Sacy. Tous trois convainquent les religieuses de signer la requête de l’archevêque. Le 18 février, elles peuvent à nouveau recevoir les sacrements et accueillir pensionnaires et novices. En revanche, le monastère de Port-Royal de Paris reste séparé de celui des Champs. Quelques mois plus tard, l’abbesse est remplacée par la mère Marie de Sainte-Madeleine Angennes du Fargis, qui prend Angélique de Saint-Jean Arnauld d'Andilly, nièce de la mère Angélique et de la mère Agnès, comme prieure.
Les Solitaires et les amis de Port-Royal, comme la duchesse de Longueville, reviennent s’installer aux Granges ou à l’abbaye. De nombreux travaux sont entrepris, notamment l’achèvement des quatre galeries du cloître. Celui-ci est prolongé jusqu’à l’infirmerie et aux bâtiments des enfants. Les travaux sont achevés en 1671.

## Fin de la paix de l'Église
Le 3 août 1678, Angélique de Saint-Jean Arnauld d'Andilly est élue abbesse. Cette nièce des deux grandes abbesses Arnauld a passé presque toute sa vie à Port-Royal. Elle a été maîtresse des pensionnaires, puis des novices, aux Champs comme à Paris, avant de prendre la tête du refus de signature du formulaire. Elle est l’âme du monastère à cette époque, comme prieure puis comme abbesse. Elle communiquera son énergie aux religieuses, qui s’apprêtent à affronter plusieurs épreuves. Le 15 avril 1679 meurt la duchesse de Longueville, principale protectrice du monastère que, par sa qualité de cousine du roi Louis XIV, elle a rendu quasi intouchable. Le 21 juillet de la même année, c’est au tour de Nicolas Choart de Buzenval, évêque de Beauvais et appui du monastère, de disparaître. Le monastère se retrouve privé de deux importants soutiens, l’un politique et l’autre religieux. Le monastère est alors presque au complet : on y compte quatre-vingt-douze sœurs professes, treize postulantes et quarante-deux pensionnaires.
Le nouvel archevêque de Paris, François Harlay de Champvallon, fait une visite aux Champs le 17 mai 1679. Il apprend à l’abbesse que le roi a décidé, à nouveau, d’interrompre le recrutement de novices, de limiter le nombre de professes de chœur à cinquante, au lieu des soixante-douze alors présentes, et de renvoyer postulantes et pensionnaires. Les Solitaires doivent également quitter les lieux. C’est la fin de la paix de l'Église.
Les proches de l’abbaye doivent donc partir : Louis-Sébastien Le Nain de Tillemont, Louis-Isaac Lemaistre de Sacy et quelques autres se retirent sur leurs terres. Antoine Arnauld rejoint alors les Flandres.
En 1684, plusieurs décès marquent l’abbaye. Celui de Louis-Isaac Le Maistre de Sacy le 4 janvier, puis Angélique de Saint-Jean Arnauld d'Andilly le 29 janvier. La mère Marie de Sainte-Madeleine du Fargis est réélue abbesse. Elle prend comme prieure Agnès de Saint-Thècle Racine, tante de Jean Racine. En 1690, cette dernière succède à la mère Marie de Sainte-Madeleine quand elle démissionne de sa charge pour cause de maladie. Agnès Racine sera réélue abbesse en 1693 et 1696. Durant ces années, les grandes figures de Port-Royal disparaissent peu à peu. L’abbé de Pontchâteau, la mère de Fargis, Mademoiselle de Vertus, Antoine Arnauld, Claude Lancelot et Pierre Nicole meurent tous entre 1690 et 1695.
Cette année 1695 voit arriver au siège de Paris un nouvel archevêque, Louis Antoine de Noailles. Il est réputé favorable aux jansénistes. Mais il ne parvient pas à faire lever l’interdiction royale de faire entrer de nouvelles religieuses dans l’abbaye. Même Jean Racine se voit refuser l’entrée de sa fille Marie-Catherine à Port-Royal des Champs en 1699.
En 1699, la dernière abbesse de Port-Royal est élue. Il s’agit de Mère Sainte-Anne, née Élisabeth Boulard de la Roncière, auparavant prieure de la Mère Agnès Racine. Elle doit faire face à une recrudescence des débats théologiques à la Sorbonne. La bulle du pape Clément XI, proclamée en 1705, est sévère : tous les ecclésiastiques et religieux de France doivent rejeter les erreurs condamnées par Rome. Les religieuses acceptent de signer en 1706, mais elles ajoutent : « Sans déroger à ce qui s’est fait à l’égard de ce monastère à la paix de l'Église, sous Clément IX », ce qui rend contestable leur soumission. Louis XIV est très irrité par cette résistance.

## Fin du monastère

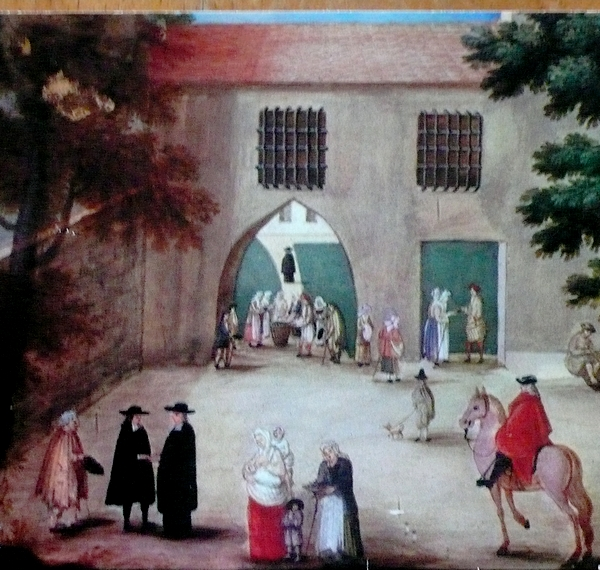
Anonyme, début du XVIIIe siècle, Des pauvres secourus à la porte de l'abbaye, gouache sur parchemin, document non sourcé.

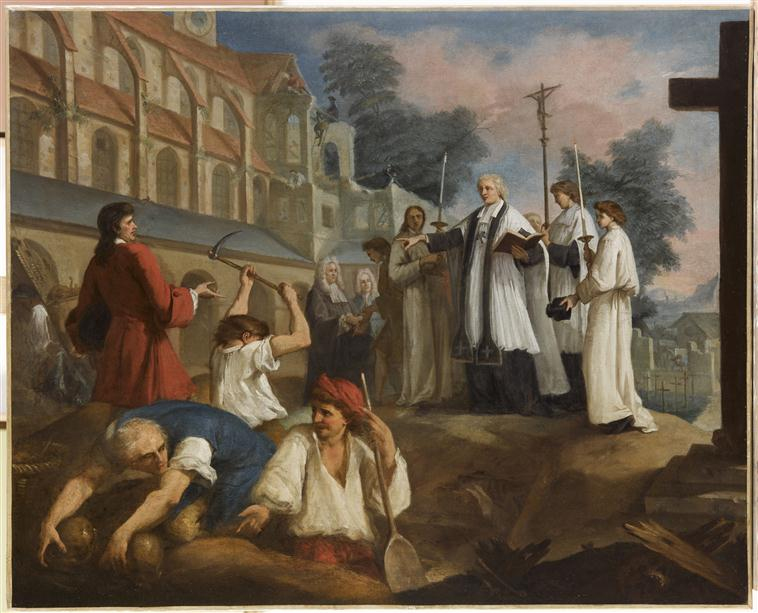
Destruction du cimetière de Port-Royal.

En 1706, la Mère Élisabeth de Sainte-Anne Boulard de Denainvilliers meurt. Elle a auparavant désigné la sœur Louise de Sainte-Anastasie du Mesnil pour prendre sa suite. Mais la communauté n’a pas le droit de procéder à l’élection. La Mère Louise reste donc prieure, jusqu’à la fin de l’abbaye. L’année suivante, Louis XIV donne l’ordre de donner les revenus de Port-Royal des Champs à l’abbaye de Port-Royal de Paris. C’est signer, à très brève échéance, la mort de l’abbaye. L’archevêque de Paris prononce l'excommunication des religieuses. Il les déclare également « contumaces et désobéissantes aux constitutions apostoliques et comme telles incapables de participer aux sacrements de l’Église ». Les moniales sont donc privées à la fois des nourritures spirituelles et de leurs revenus temporels. Leur nombre se réduit, au fur et à mesure des décès.
Le 27 mars 1708, une bulle pontificale retire aux religieuses l’usage de leurs terres, ne leur laissant que l’église et le monastère. Une deuxième bulle, datée de septembre, ordonne la suppression de Port-Royal des Champs. Louis Phélypeaux de Pontchartrain, chancelier, essaie de s’opposer aux décisions royales et pontificales. Mais le parlement de Paris enregistre les textes du pape et du roi.
L’archevêque de Paris confirme le 11 juillet 1709 la suppression du monastère. Après une visite orageuse de l’abbesse de Port-Royal de Paris le 1er octobre, qui n’est pas reconnue comme supérieure par les religieuses, le Conseil d’État rend un arrêt confirmant les droits du monastère parisien sur celui des Champs. Le 26 octobre, il ordonne également l’expulsion des religieuses.
Le lieutenant de police d’Argenson est désigné pour procéder à l’expulsion. Le 29 octobre 1709, il se rend à l’abbaye, accompagné de plusieurs compagnies du régiment des Gardes françaises. Les quinze sœurs professes et les sept sœurs converses présentes sont emmenées vers différents couvents d’exil. Une dernière sœur, malade, est expulsée le lendemain en litière.
Quelques mois plus tard, en janvier 1710, le Conseil d’État ordonne la démolition de l’abbaye. Entre le mois d’août 1710 et l’année 1711, de nombreuses familles de proches du monastère viennent exhumer les corps des religieuses enterrées dans l’église. Certaines dépouilles, comme celles des Arnauld, sont transférées à Palaiseau, d’autres à Magny-Lessart. Près de 3 000 corps sont enterrés à Saint-Lambert-des-Bois, dans une fosse commune encore identifiable aujourd’hui et appelée « carré de Port-Royal ». Les dépouilles de Jean Racine, Antoine Lemaître et Louis-Isaac Lemaistre de Sacy sont emmenées à Saint-Étienne-du-Mont à Paris.
Au cours de l’année 1713, l’abbaye est rasée à la poudre. Ses pierres sont vendues ou récupérées par les habitants des alentours, parfois comme reliques mais le plus souvent comme matériau de construction.
Jean Lacouture estime que la Compagnie de Jésus eut moins de part dans la destruction de l'abbaye que Mme de Maintenon, le confesseur du roi, le jésuite Michel Le Tellier, l'ayant expressément désapprouvée.

## Succession des abbesses
La première abbesse put être nommée par une autorisation accordée en 1214 par Pierre II de la Chapelle.
- 1216-1228 : Eremberge
- 1228-1245 : Marguerite
- 1245-1265 : Pétronille Ire
- 1265-126? : Amicie
- 126?-1270 : Anne
- 1270-127? : Eustace
- 127?-1275 : Pétronille II de Montfort
- 1275-1281 : Philippa Ire de Lévis
- 1281-1291 : Marthe
- 1291-1297 : Mahault de Villeneuve
- 1297-1325 : Philippa II de Trie de Varennes
- 1325-13?? : Béatrix de Dreux
- 13??-1335 : Jacqueline de Saint-Benoît
- 1335-1336 : Denise de Préaux
- 1336-1352 : Agnès Ire de Trie de Varennes
- 1352-13?? : Tiphaine d’Ardeville
- 13??-1363 : Pétronille III
- 1363-1389 : Guillemette de Sandreville
- 1389-1399 : Pétronille IV de Guillonet
- 1399-1403 : Agnès II des Essarts
- 1403-1404 : Pétronille V des Essarts
- 1404-1419 : Émerence de Calonne
- 1419-1440 : Jeanne Ire de Louvain
- 1440-1454 : Michelle de Sars d'Angre
- 1454-1467 : Huguette du Hamel, déchue pour inconduite[56]
- 1467-1513 : Jeanne II de La Fin de Beauvoir
- 1513-1558 : Jeanne III de La Fin de Beauvoir
- 1558-1575 : Catherine de La Vallée
- 1575-1602 : Jeanne IV de Boulehart
- 1602-1630 : Angélique Ire Jacqueline Marie Arnauld de La Mothe-Villeneuve
- 1630-1636 : Marie-Geneviève Le Tardif de Honnefleur
- 1636-1642 : Agnès III Jeanne-Catherine Arnauld de La Mothe-Villeneuve
- 1642-1654 : Angélique Ire Jacqueline Marie Arnauld de La Mothe-Villeneuve
- 1654-1658 : Marie Ire Suireau de Rocheren, dite Marie des Anges[57]
- 1658-1661 : Agnès III Jeanne-Catherine Arnauld de La Mothe-Villeneuve
- 1661-1675 : Madeleine de Ligny
- 1675-1678 : Marie II Henriette d’Angennes du Fargis
- 1678-1684 : Angélique II Arnauld de La Mothe-Villeneuve d’Andilly
- 1684-1690 : Marie II Henriette d’Angennes du Fargis
- 1690-1699 : Agnès IV Racine (tante de l’écrivain Jean Racine)
- 1699-1706 : Élisabeth Boulard de Denainvilliers
- 1706-1709 : administration de la prieure Louise du Mesnil de Courtiaux

## Personnalités ayant séjourné à l'abbaye
- Charlotte Gouffier de Roannez (1633-1683)
- Jacqueline Pascal (1625-1661)
- Gilberte Périer (1620-1687), née Pascal
- Marguerite Périer (1646-1733), fille de Gilberte Pascal

## Évolution du site de Port-Royal

### AuXVIIIesiècle

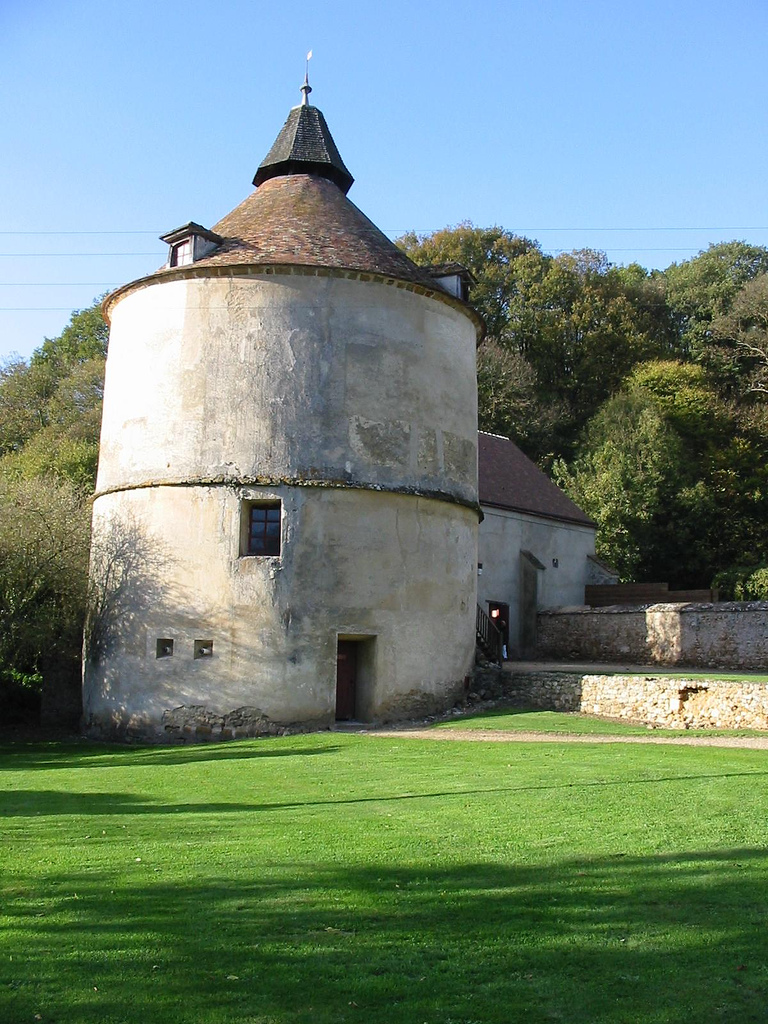
Le pigeonnier du XIIIe siècle, un des rares vestiges du monastère.

Dès sa destruction, le site de Port-Royal devient un lieu de pèlerinage et de mémoire. Les habitants des villages alentour viennent sauver de la destruction ce qui peut l’être. De nombreux éléments architecturaux sont ainsi réutilisés dans les alentours. Le transport des ossements des religieuses et des proches de Port-Royal, lors de la destruction, a été tellement rapide qu’il reste aux fidèles du monastère de nombreuses « reliques » à collecter. Ainsi, dans son Manuel des pèlerins de Port-Royal publié en 1767, l’abbé Gazaignes décrit la scène : « Les cahots que firent ces sortes de voitures, furent cause que plusieurs parties de ces précieux restes tombèrent le long du chemin, et que des passants les ayant trouvés, les ont enterrés sur le chemin même ». Cela permet donc au site de garder un caractère sacré qui lui amène des pèlerins de façon régulière.
Le site connaît une constante dégradation. Augustin Gazier écrit que « les ruines de l’abbaye furent longtemps une sorte de carrière où l’on venait chercher des pierres à bâtir ; les buissons et les ronces finirent par les envahir, si bien qu’au début du XIXe siècle il était impossible de retrouver la place exacte de l’église et du sanctuaire. »
Alors que la présence physique de Port-Royal a cessé, le souvenir prend le relais. Ainsi commence la seconde histoire de Port-Royal, celle de son inscription dans la mémoire collective.
Dès avant la destruction du monastère, Madeleine Boullogne, peintre morte en 1710, a représenté les différentes parties du monastère en une quinzaine de tableaux, d’un style réaliste et assez naïf. Louise-Magdeleine Horthemels a reproduit ses gouaches en gravures, qui après la destruction du monastère ont eu un grand succès. D’abord saisi par la police, l’album est rendu par le lieutenant de police d’Argenson, et peut ainsi être vendu.
Une grande partie des manuscrits de Port-Royal a été récupérée, juste avant l’expulsion des religieuses, par Marguerite de Joncoux, une laïque amie de la mère du Mesnil. Elle put les faire sortir du monastère et les conserver. Grâce à son action, ces manuscrits ont ensuite été remis à l’abbaye de Saint-Germain-des-Prés, puis à la Bibliothèque nationale.
Les tableaux, eux, sont pour la plupart emmenés au monastère de Port-Royal de Paris. Le grand tableau de La Cène de Philippe de Champaigne est replacé sur l’autel de la chapelle parisienne, pour laquelle il avait été conçu. Le tableau appelé Les Religieuses est placé dans le chapitre des religieuses. Mais la plupart des portraits sont entreposés dans les greniers parce qu’ils n’intéressent personne, ce qui permet de les sauvegarder. Un fidèle de Port-Royal, Jean-Philippe-Gaspard Camet de La Bonnardière (un des fondateurs de la Société de Port-Royal au début du XIXe siècle), peut ainsi les acheter pour un prix très modique pendant la Révolution, lors de la vente des biens de l’abbaye parisienne comme biens nationaux.
Durant tout le XVIIIe siècle, les fidèles du jansénisme, qu’ils soient convulsionnaires ou non, viennent en pèlerinage sur les ruines. Le domaine appartient en droit au monastère de Port-Royal-de-Paris mais les religieuses ont abandonné les ruines. Elles ne font que tirer les ressources des terres agricoles. Les pèlerinages ont donné lieu à de nombreux écrits déplorant la ruine du monastère. Les titres en sont évocateurs : Gémissements sur les ruines de Port-Royal, par exemple. Les nombreux « manuels de pèlerinage », édités du XVIIIe siècle au milieu du XIXe siècle, témoignent également de cette vivacité du souvenir à Port-Royal.
Dès 1710 en fait, la littérature s’empare de la mémoire de Port-Royal et donne des textes qui ont pour but de perpétuer le souvenir du monastère, même si celui-ci n’existe plus physiquement. C’est avec les quatre livres attribués à l’abbé Jean-Baptiste Le Sesne d’Étemare, et intitulés Gémissements d’une âme vivement touchée de la destruction du saint monastère de Port-Royal des Champs que commence vraiment l’histoire littéraire de Port-Royal. La publication de ces ouvrages suit les derniers soubresauts de l’histoire de Port-Royal, et sont donc nourris de l’indignation du témoin. Mais ils sont ensuite plusieurs fois réédités, et remaniés au gré de l’évolution du jansénisme au XVIIIe siècle. Le souvenir de Port-Royal est donc nourri et mélangé avec la vision convulsionnaire du monde.
Dans le sillage de l’abbé d’Étemare, de nombreux opuscules sont diffusés, afin d’entretenir le souvenir et d’aider au pèlerinage à Port-Royal.
Le site, bien que déserté par les religieuses, n’en reste pas moins habité. Les Granges (en haut du plateau) sont habitées par un agriculteur qui travaille pour le compte du monastère de Port-Royal de Paris, lequel tire une grande part de ses revenus des terres de Port-Royal des Champs.

### De la Révolution à nos jours

#### Ruines de l’abbaye
Du site d'origine, seuls restent debout la ferme (Granges de Port-Royal) et le bâtiment des Petites Écoles (XVIIe siècle), accueillant depuis 1962 le musée national des Granges de Port-Royal.

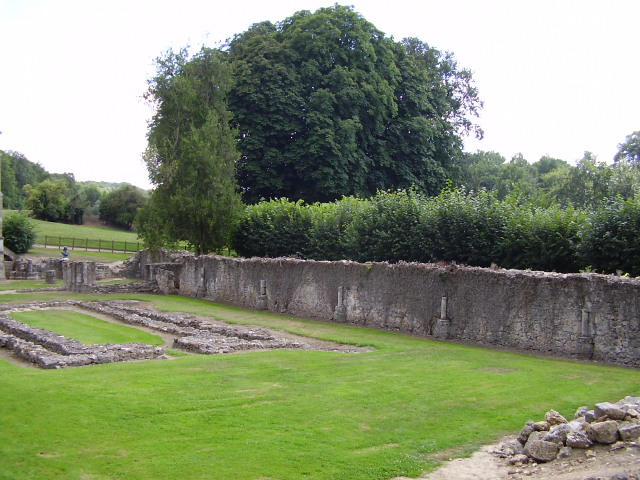
Les ruines de l’église de l’abbaye de Port-Royal dans leur état actuel.

Il ne reste plus de l'abbaye que l'étang d'où sort le Rhodon, petit ruisseau qui prend sa source dans le bois de Trappes et se jette dans l'Yvette ; le moulin, le colombier, une partie des murs de clôture et des tourelles, les caves du petit palais que la duchesse de Longueville y avait fait construire, la fontaine d'Angélique Arnauld, et les fondations des murs de l'église avec la base des piliers et des colonnes. Dans un petit pavillon (XIXe siècle) qui occupe l'emplacement du chevet de l'église, on a pieusement réuni une collection de plans, de gravures de l'ancienne abbaye, et des débris de tombes.
Au commencement de la Révolution française, le site de Port-Royal des Champs est toujours à l’abandon, seules les terres agricoles sont utilisées. Les ruines du monastère sont devenues presque invisibles.
À la suite du décret du 2 novembre 1789, qui déclare les biens de l’Église « mis à disposition de la Nation », les religieuses du couvent parisien n’ont plus de droits sur Port-Royal des Champs. Le site est renommé par les révolutionnaires Port-de-la-Montagne. Le 14 mai 1790, un nouveau décret décide de la mise en vente des biens du clergé, en tant que biens nationaux. Le site de Port-Royal des Champs est vendu en plusieurs lots : un agriculteur achète les Granges et une veuve, Marie-Françoise Humery de La Boissière de Plémont, veuve d’Antoine Desprez, achète les ruines de l’abbaye en 1791, pour la somme de 90 200 livres. Cette veuve appartient, pour ce qu’on en sait, au milieu janséniste parisien. En tout cas, elle vit dans le souvenir de Port-Royal et invite fréquemment dans sa retraite (elle habite une des maisons attenantes au monastère, non détruite) des personnes qui partagent sa dévotion.
Ainsi, l’abbé Grégoire et ses amis de la Société de philosophie chrétienne lui rendent souvent visite à partir de 1797. Ils viennent notamment le 29 octobre, date anniversaire de la fin du monastère. À la suite de ces visites l’abbé Grégoire publie en 1801 ses Ruines de Port-Royal des Champs dans les Annales de la religion. Ce texte exalte le souvenir de Port-Royal dans une écriture tantôt poétique et tantôt politique, qui fait du monastère et de ses habitants un lieu précurseur de la lutte contre l’absolutisme.
En 1809, une cérémonie célèbre le centenaire de la dispersion des religieuses. Y sont présents une grande partie des membres des diverses mouvances du jansénisme. L’abbé Grégoire, mais aussi Louis Silvy et les membres de la Société de Port-Royal (qui ne porte alors pas de nom), ainsi qu’Eustache Degola, prêtre janséniste italien proche de Scipione de' Ricci. Environ 200 personnes assistent à ce qui est la première démarche de commémoration à Port-Royal.
En 1810, madame Desprez vend Port-Royal à son neveu Charles-Joseph de Talmours, pour la somme de 140 000 francs. Celui-ci meurt rapidement et sa veuve, Marie-Adélaïde Goulé, ne vient que rarement à Port-Royal, qu’elle entretient très peu. Elle revend la propriété en 1824 pour moitié à Louis Silvy, figure importante du jansénisme parisien, et pour l’autre moitié à quatre membres de la Société de Port-Royal, regroupés en association tontinière. Outre un début de restauration du site, les nouveaux propriétaires installent en 1829 une congrégation de religieux enseignants, les Frères des écoles chrétiennes du faubourg Saint-Antoine, autrement appelés « Frères tabourins », qui sont de tradition janséniste. Partagés entre Port-Royal et la maison de Louis Silvy à Saint-Lambert des Bois, ils enseignent gratuitement aux élèves du secteur. Mais la congrégation décline rapidement, malgré son financement assuré par la Société de Port-Royal. Le supérieur, peu honnête, a tendance à réclamer toujours plus d’argent à la Société, et semble en détourner une partie. En 1868, il menace de donner le domaine aux jésuites, la congrégation étant moribonde. Cela oblige la Société à racheter le domaine, pour une somme de 80 000 francs.

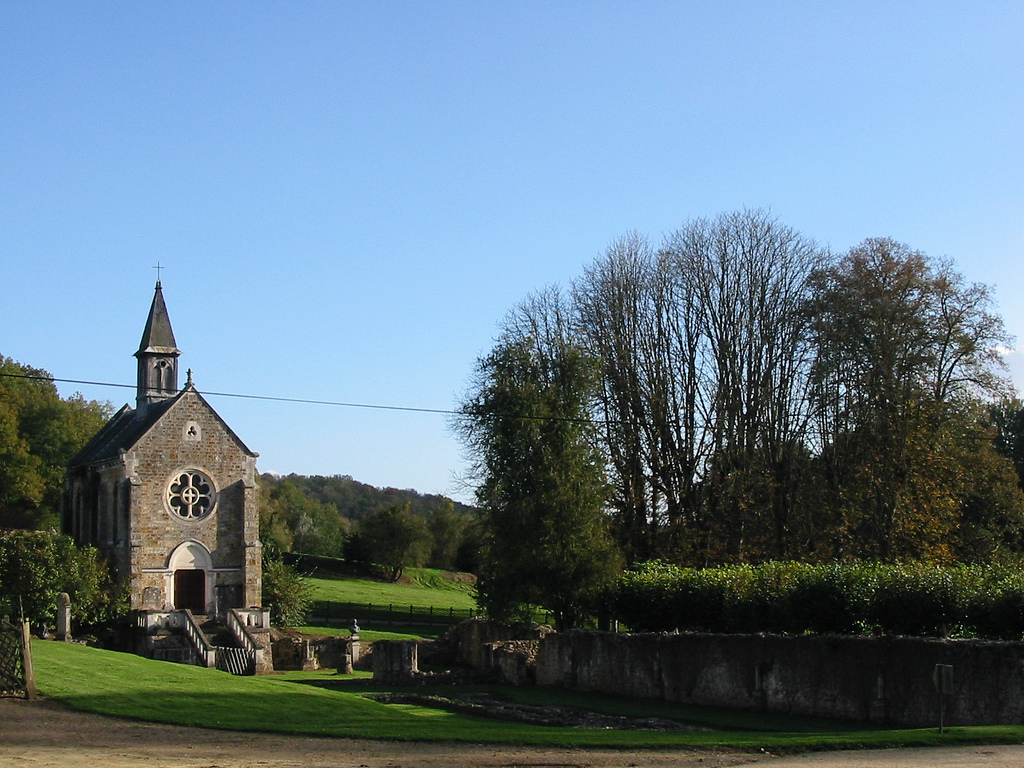
L’oratoire construit à la fin du XIXe siècle.

De son côté, Louis Silvy rachète à la tontine « janséniste » en 1829 sa part du domaine. Il fait construire à l’emplacement de l’autel de l’ancienne église un oratoire, afin de perpétuer le souvenir de Port-Royal ; celui-ci est une chapelle « carrée, plafonnée, carrelée, sans décoration d’architecture. Au-dessus de la porte, une inscription de sa composition, en vers français, rappelle que là autrefois Jésus-Christ était immolé chaque jour par les mains des plus saints personnages ». Louis Silvy a placé dans cet oratoire des objets rappelant le souvenir des religieuses et des Solitaires, principalement des peintures, des gravures et des autographes. Outre la construction de cet oratoire, Silvy fait également creuser un bras formant croix sur le grand canal qui traversait le domaine, et planter des tilleuls à l’emplacement de l’ancien cloître, en reprenant son plan, ce qui matérialise bien les dimensions de ce cloître (même si les fouilles récentes montrent qu’il a commis quelques erreurs dans l’emplacement).
À partir du moment où la Société est propriétaire des ruines, elle entreprend une longue série d’améliorations, ainsi qu’une progressive ouverture au public. Elle commence par faire démolir l’oratoire de Louis Silvy, qui était en très mauvais état. Elle fait construire un nouvel édifice en 1891, sur des plans de l’architecte Mabille. Cet oratoire est toujours visible de nos jours, même si son état de délabrement n’en permet plus la visite depuis les années 1990. Il renferme les objets que Louis Silvy avait mis dans le précédent, augmentés de fragments de l’ancienne abbaye provenant des fouilles qui sont faites de manière régulière depuis le début du XIXe siècle.
À la fin du XIXe siècle, le domaine s’ouvre de façon régulière au public. Un gardien en assure l’entretien et les visites, tandis qu’un fermier occupe le bâtiment restant, à côté du pigeonnier. Les visites à Port-Royal sont dès lors payantes. Le site compte en moyenne entre 15 000 et 20 000 visiteurs chaque année, des années 1920 à la fin de la Seconde Guerre mondiale. Il est également habité durant trente-sept ans de 1895 à 1932, par une veuve, Perpétue de Marsac, vicomtesse d’Aurelle de Paladines, fidèle de l’esprit port-royaliste, qui se définit elle-même comme « la dernière Solitaire de Port-Royal » et donne un aspect pittoresque au lieu en menant une vie de dévotion démunie et exaltée au milieu des ruines.
En 1899, une importante cérémonie commémorative a lieu à Port-Royal des Champs, pour célébrer le bicentenaire de la mort de Jean Racine. C’est l’occasion pour le monde intellectuel de se retrouver, de nombreux académiciens sont présents. Le site de Port-Royal acquiert ainsi une notoriété certaine dans toute la France. De nombreux professeurs y emmènent leurs élèves et Port-Royal entre dans les « lieux de mémoire » français.

#### Granges

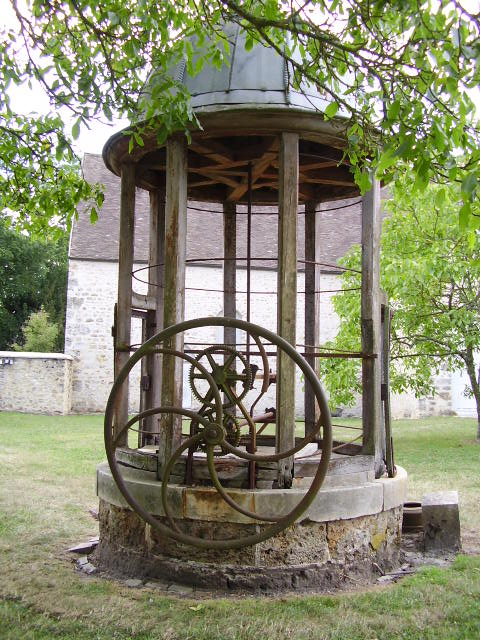
Le puits de Pascal restauré, dans la cour intérieure de la ferme des Granges.

Pendant ce temps, la ferme des Granges a vu se succéder plusieurs propriétaires, d’abord agriculteurs puis bourgeois. La famille Goupil, propriétaire des Granges à partir de 1860, y fait construire en 1896 un grand logis de style Louis XIII, appelé « château », dans le prolongement de la maison des Solitaires. Ce bâtiment renferme aujourd’hui l’essentiel du musée national de Port-Royal des Champs.
Les Granges sont vendues en 1925 à Charles Ribardière, directeur du journal L'Intransigeant. Celui-ci meurt rapidement et son épouse néglige le domaine, qui est d’ailleurs coupé en deux : la partie agricole (ferme, terres cultivables) est vendue à des agriculteurs, madame Ribardière conservant seulement le « château » et le parc l’entourant.
En 1952, constatant la forte dégradation des Granges, de nombreux intellectuels se mobilisent. La création de la Société des Amis de Port-Royal deux ans auparavant, le succès du Port-Royal de Montherlant et la mobilisation de François Mauriac, notamment, poussent l’État à acquérir le château des Granges et le logis des Solitaires. On y installe rapidement un musée, qui retrace l’histoire de Port-Royal et conserve un certain nombre de tableaux, notamment de Philippe de Champaigne. La ferme, qui contient en son centre le puits de Pascal, est acquise par l’État en 1984.

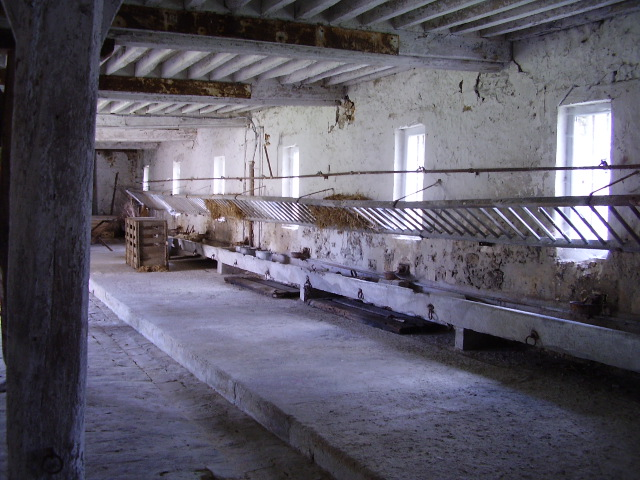
Les écuries des Granges de Port-Royal, témoins de la vocation agricole du site.

Pendant toutes ces années, le site de Port-Royal est donc morcelé. Le visiteur, s’il veut faire une visite exhaustive du site, doit d’abord visiter les ruines de l’abbaye, puis contourner les bois de Port-Royal pour recommencer une visite, cette fois-ci aux Granges.
Outre le côté peu pratique et peu attrayant de cette division, l’incohérence du morcellement de Port-Royal se fait de plus en plus évidente, d’autant plus qu’au fil des années, les conservateurs du musée des Granges et les membres de la Société de Port-Royal, qui gèrent toujours les ruines, ont de bons rapports et travaillent ensemble à la promotion de Port-Royal. Le poids financier de l’entretien des ruines devient également très important pour la Société de Port-Royal.
C’est ainsi qu’au printemps 2004, la Société de Port-Royal fait don à l’État du site des ruines de l’abbaye. Pour la Société, il s’agit à la fois de réunifier un site partagé depuis plus de 200 ans, et donc de redonner une cohérence à l’ensemble, mais également de mener de plus ambitieux projets d’animation du site.

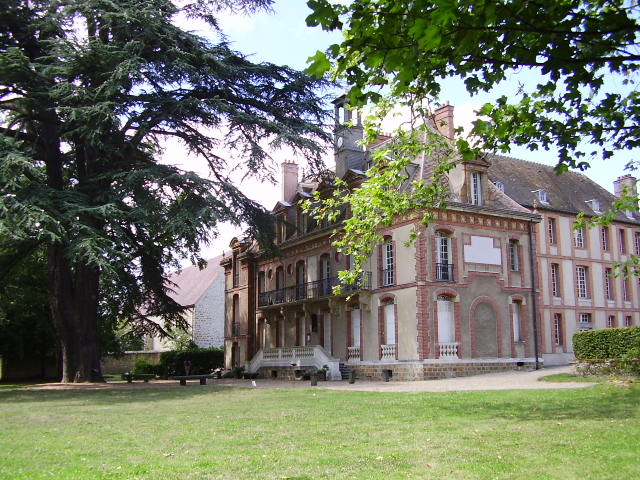
L’aile rajoutée à la fin du XIXe siècle et qui abrite aujourd’hui le musée.

Le musée actuel, qui est le plus petit des musées nationaux français, contient essentiellement des œuvres picturales. Il s’agit principalement de tableaux de Philippe de Champaigne et de gravures des XVIIe et XVIIIe siècles, qui retracent la vie du monastère. On peut également y voir le masque mortuaire de la mère Angélique Arnauld, ainsi que divers objets de dévotion janséniste. L’intérêt de ce musée est principalement de retracer l’histoire du monastère. Une salle est dédiée aux livres anciens, principalement ceux écrits par les Solitaires.
Depuis les années 2000, le musée s’est dirigé vers une mise en valeur des jardins. C’est ainsi qu’un programme a été lancé pour tenter de reconstituer le verger des Solitaires, devant le logis principal. On y replante des essences anciennes (notamment des poiriers) pour redonner vie à ce qui a fait, au XVIIe siècle, une part de la renommée des Granges. Une association (« les Amis du dehors ») s'y consacre, utilisant en outre ces jardins à des fins de thérapeutiques et d'accueil socio-pédagogique.
Le site de Port-Royal est par ailleurs fréquemment demandé pour des créations théâtrales, des concerts (dans la grange médiévale) et des colloques.

#### Protections
La majeure partie des bâtiments de Port-Royal des Champs a été classée au titre des monuments historiques en 1947,. Les granges ont été classées en 1953,, de même que le parc. Puis en 1984, c’est la maison du portier qui a bénéficié d'un inventaire quant à son état. L’ensemble est un site naturel classé par arrêtés du 24 juillet 1941 et du 18 décembre 1972.
Afin de simplifier les protections, toutes les précédentes protections ont été annulées. Finalement, les bâtiments de la ferme actuelle des Granges de Port-Royal font l'objet d'une inscription au titre des monuments historiques par arrêté du 18 mars 1980.
Depuis 2006, un groupement d'intérêt public culturel réunissant État et collectivités territoriales gère les deux sites et sert de structure juridique de gestion et de projets au musée national de Port-Royal des Champs. L'ensemble des parties bâties et non bâties constituant l'abbaye, font l'objet d'un classement par arrêté du 10 octobre 2008.

## Lieu d’inspiration
Dès le XVIIe siècle, Port-Royal des Champs a inspiré les écrivains et les artistes, que ce soit pour déplorer les soucis récurrents du monastère ou faire revivre, de manière plus ou moins véridique, le site et ses occupants.

### Inspiration engagée

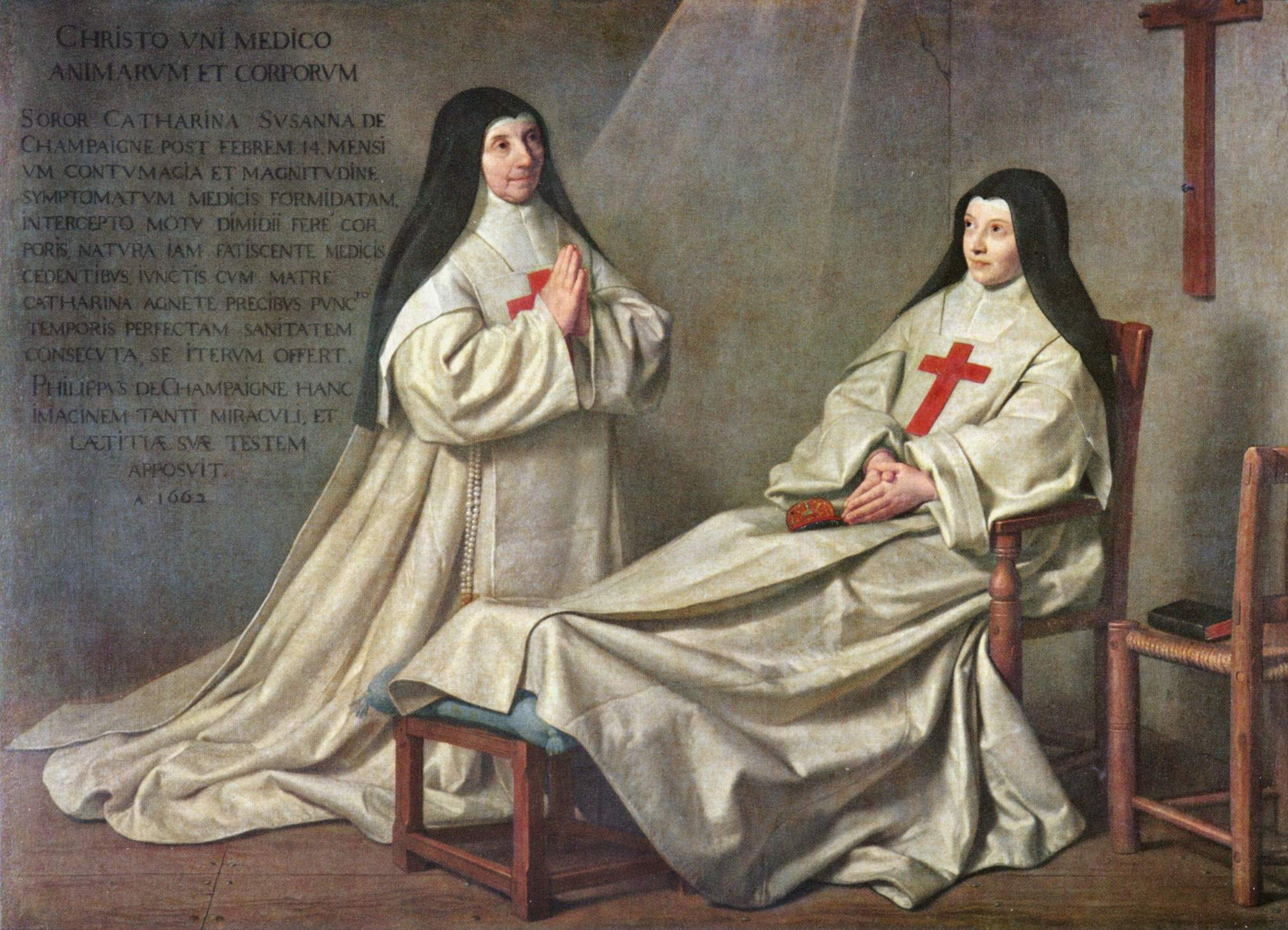
Sa fille paralysée ayant été miraculeusement guérie au couvent de Port-Royal, Philippe de Champaigne peint en 1662 cet Ex-voto.

Pendant l’histoire tumultueuse du Port-Royal janséniste, les artistes qui l’ont fréquenté ont eu des liens spirituels forts avec ce lieu, tel le peintre Philippe de Champaigne, dont la fille était religieuse au monastère. Il a peint des portraits de moniales et des ex-voto qui rendent une image pieuse, austère — et sans doute assez fidèle. À la fin de la vie monastique, Louise-Magdeleine Horthemels fait œuvre militante en gravant et en diffusant des vues du monastère et de la vie quotidienne des religieuses.
De même, Jean Racine, dans son Abrégé de l’histoire de Port-Royal, souhaite édifier les lecteurs futurs.
Les écrivains du XVIIIe siècle qui s’intéressent à cette question sont plus des militants que des artistes, souvent entraînés dans le mouvement convulsionnaire. On trouve tout de même des textes sur Port-Royal qui forment une sorte de poésie, ou de prose poétique. Ainsi, les Gémissements d’une âme vivement touchée de la destruction du saint monastère de Port-Royal des Champs attribués à l’abbé d’Étemare sont un ensemble d’écrits qualifiés de « pastiches bibliques » qui mènent une réflexion poétique sur la notion de persécution et d’Église souffrante.
L’abbé d’Étemare, comme ses contemporains jansénistes, utilise ce qu’on appelle le figurisme, c’est-à-dire qu’il transpose les protagonistes dans le monde hébraïque et cherche dans la Bible les événements qui correspondent à ce que vivent ou ont vécu les jansénistes. Cela donne, par exemple, un parallélisme entre la mère Angélique, Deborah, Ève et Marie. Il reprend les formes de la poésie hébraïque et innove en même temps une prose poétique mais méconnue. On trouve mêlés dans ses textes lyriques les thèmes bibliques comme les évocations du drame de la destruction de Port-Royal :

« Mais ô mon Dieu, pourquoi, au lieu de pousser de loin des soupirs, ne m’est-il pas plutôt permis d’imiter le zèle du Lévite ; de me transporter dans cette vallée de carnage et de sang ; et là, après avoir ramassé dans mes mains ces os épars, ces membres déchirés et encore tout couverts de leur sang, de les porter par toute la terre sous tous les yeux d’Israël ? »

Tout en se lamentant, d’Étemare ne manque pas de relever la poésie qui émane des ruines de Port-Royal : « Que ceux qui l’ont aimée, cette demeure de grâce, pleurent avec moi sur elle, Seigneur ; que ses ruines, toutes tristes qu’elles sont, aient encore pour vos serviteurs des charmes et des attraits comme les ruines de Sion, et que la douleur naissant de leur amour, ils aient compassion de cette terre ; de cette terre désolée. » On n’est pas loin ici du préromantisme, même si les références de l’auteur sont davantage bibliques.
Cette évolution vers une attirance pour les ruines en elles-mêmes et ce qu’elles signifient, plus que pour la réalité historique et théologique de Port-Royal et du jansénisme, éclate avec les écrits du début du XIXe siècle.

### Vers une vision mythique
Une littérature liée à Port-Royal apparaît dès le début du XIXe siècle. Ainsi Henri Grégoire, dans Les Ruines de Port-Royal des Champs (1801 et 1809), dresse un tableau romantique du site, où « la clématite, le lierre et la ronce croissent sur cette masure ; un marsaule élève sa tige au milieu de l’endroit où étoit le chœur ». Mais l’abbé Grégoire est aussi le premier à considérer Port-Royal comme un symbole de lutte contre l’absolutisme et comme un précurseur de la Révolution française :

« Sur le point de vue politique, les savants de Port-Royal peuvent être cités comme précurseurs de la révolution considérée, non dans ses excès qui ont fait frémir toutes les âmes honnêtes, mais dans ses principes de patriotisme qui, en 1789, éclatèrent d’une manière si énergique. (…) Depuis un siècle et demi presque tout ce que la France posséda d’hommes illustres dans l’Église, le barreau et les lettres, s’honora de tenir à l’école de Port-Royal. C’est elle qui, dirigeant les efforts concertés de la magistrature et de la portion la plus saine du clergé opposa une double barrière aux envahissements du despotisme politique et du despotisme ultramontain. Doit-on s’étonner qu’en général les hommes dont nous venons de parler aient été dans la Révolution amis de la liberté ? »

Chateaubriand, dans la Vie de Rancé, compare la Trappe à Port-Royal en ces termes : « La Trappe resta orthodoxe, et Port-Royal fut envahi par la liberté de l’esprit humain. » Reprenant la description des ruines du monastère qu’avait faite l’abbé Grégoire, il dépeint avec une violence tragique l’exhumation des corps en 1710.

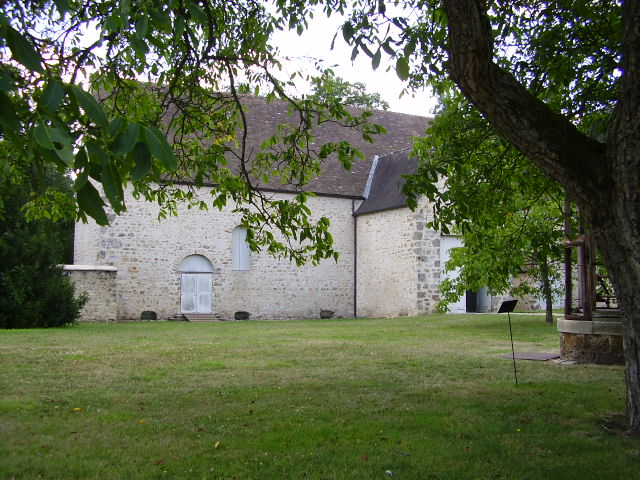
La grange médiévale dans la ferme des Granges, lieu actuel de concerts et colloques.

Mais celui qui va donner ses lettres de noblesse littéraire à ce thème est Charles Augustin Sainte-Beuve. Dans un cours professé à Lausanne en 1837-1838, il brosse un portrait élogieux d’un monastère composé d’intellectuels brillants et de religieuses exaltées mais pures. Il fixe pour longtemps cette vision dans l’imaginaire collectif, avec la publication de son monumental Port-Royal à partir de 1848. Il voit en Port-Royal un exemple de rigueur et de courage, et élabore une lecture à la fois très précise sur le plan historique et elliptique concernant les aspects dérangeants du jansénisme.
À sa suite, de nombreux intellectuels se réfèrent à cette image mythique pour écrire des romans ayant pour cadre le monastère, ou pour invoquer l’esprit de Port-Royal au milieu d’autres réflexions. Au début du XXe siècle on trouve même des romans mettant en scène des personnages réels, mais avec un comportement déconnecté de la réalité historique. Les port-royalistes sont des « héros », combattant l’Église et la monarchie. Dans un contexte d’installation difficile de la Troisième République et de lutte anticléricale, Port-Royal est un argument de poids, souvent utilisé comme tel.
"Le dialogue de Pascal avec Jésus est plus beau qu'aucun trait du Nouveau Testament ! C'est l'affabilité la plus douce et la plus mélancolique qui se soit jamais exprimée. On a cessé depuis d'enrichir poétiquement cette figure de Jésus, c'est pourquoi après Port-Royal, le christianisme est tombé partout en décadence." Nietzsche, Aurore, Œuvres philosophiques complètes, Gallimard, 1970, p. 600
En 1954, Henry de Montherlant écrit une pièce de théâtre en un acte, Port-Royal, dont l’action se concentre sur la journée du « 26 d’août » 1664, c’est-à-dire la visite de Hardouin de Péréfixe de Beaumont au couvent du faubourg Saint-Jacques. Cette œuvre remet au goût du jour les vestiges du monastère. Montée dans le contexte du rachat par l’État d’une partie du site des Granges (voir supra), elle attire de nombreux visiteurs sur les lieux.
À la fin du XXe siècle et au début du XXIe siècle, Port-Royal des Champs reste une référence intellectuelle et patrimoniale. Si son histoire et celle du jansénisme sont de moins en moins connues du grand public, son exemple représente un symbole, comme le montrent les créations artistiques contemporaines : un écrivain comme Gabriel Matzneff, qui fut l'ami de Montherlant, ne manque pas d'évoquer l'abbaye dans nombre de ses livres. Le film de Vincent Dieutre, Fragments sur la grâce sorti en 2006, a remporté un succès d’estime surprenant. Des œuvres littéraires ayant le monastère pour objet ou pour cadre sont régulièrement éditées comme (en 2007) le roman de Claude Pujade-Renaud, Le désert de la grâce. Elles sont souvent empreintes d’une vision idéalisée de la réalité, mais reflètent bien la fascination que Port-Royal continue d’exercer.

### Iconographie
- Site présentant de nombreuses photos de Port-Royal des Champs.